# 2023年香港
|        | 香港歷史 \| 香港歷史年表                                                                                                   |
| 世紀： | 20世紀香港 \| 21世紀香港 \| 22世紀香港                                                                                     |
| 年代： | 1990年代香港 \| 2000年代香港 \| 2010年代香港 \| 2020年代香港 \| 2030年代香港 \| 2040年代香港 \| 2050年代香港               |
| 年份： | 2019年香港 \| 2020年香港 \| 2021年香港 \| 2022年香港 \| 2023年香港 \| 2024年香港 \| 2025年香港 \| 2026年香港 \| 2027年香港 |
| 紀年： | 癸卯年（兔年）、香港開埠182周年、香港回歸26周年                                                                            |

## 政府

### 行政

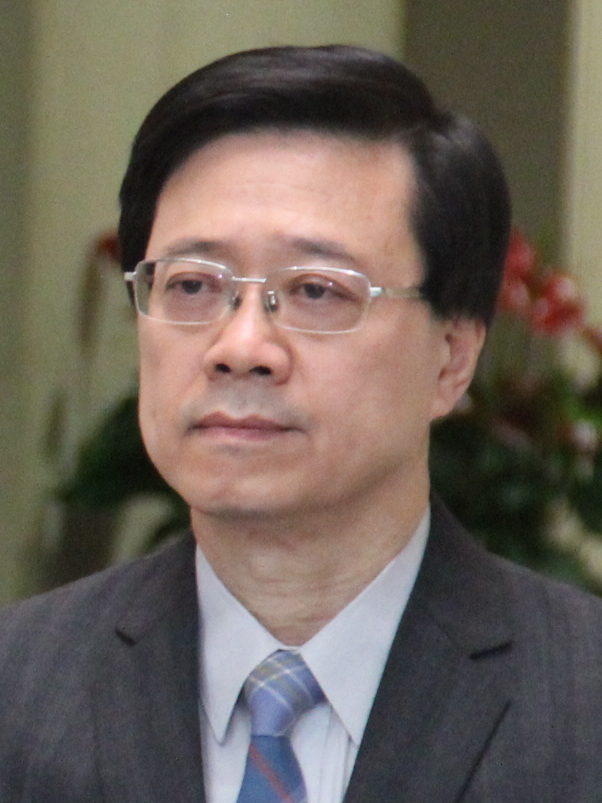
行政長官：李家超
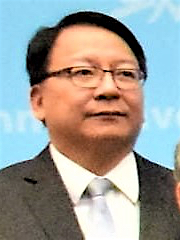
政務司司長：陳國基
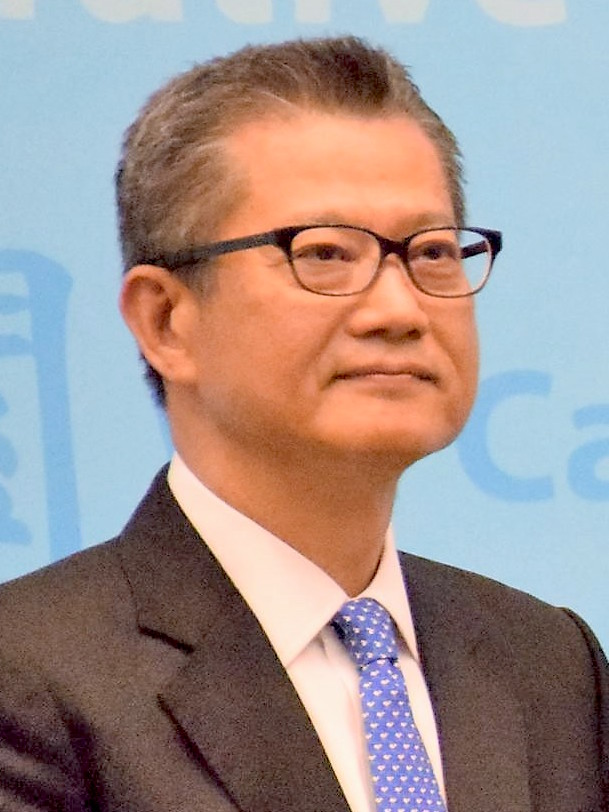
財政司司長：陳茂波
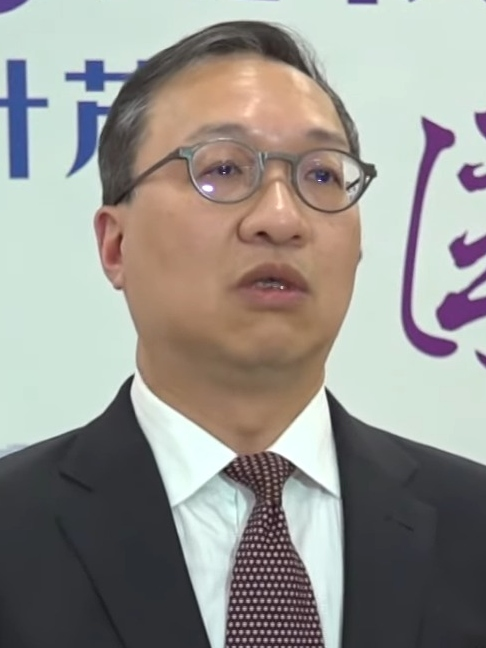
律政司司長：林定國

### 立法

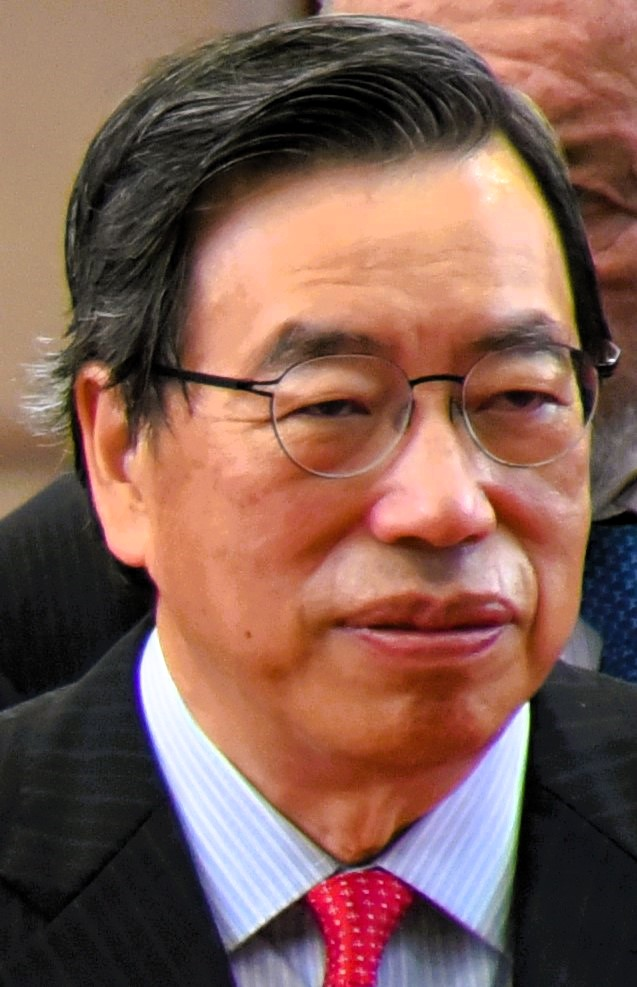
立法會主席：梁君彥

### 司法

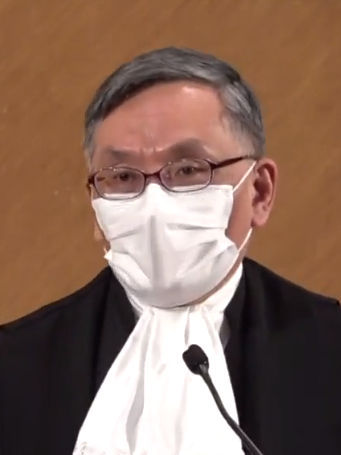
終審法院首席法官：張舉能

### 成員變動

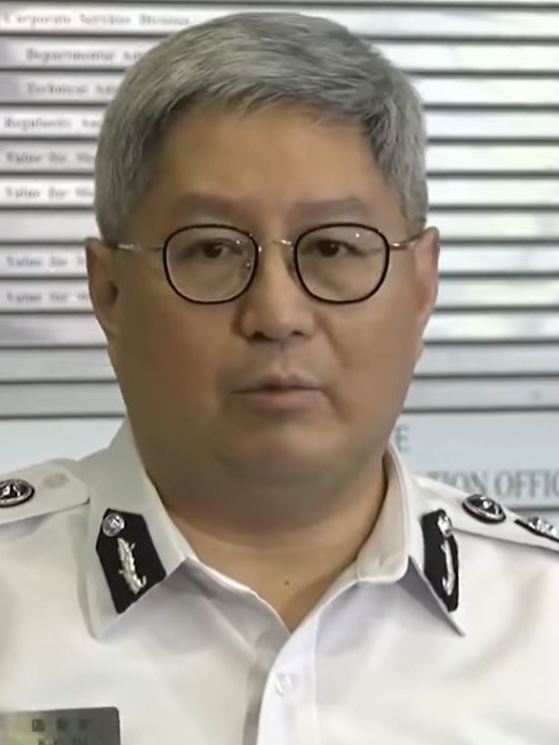
入境處處長：區嘉宏（被免去）

## 大事時序

### 1月
- 1月1日：
  - 下午5時許，一輛往尖沙咀方向的新巴796P線雙層巴士在康城路近日出康城對開失控剷上行人路後，衝入草叢並向左翻側，事件造成至少13人受傷。肇事新巴車長被警方以涉嫌危險駕駛為由拘捕。[1][2]
  - 香港知名成人網站ThisAV關閉。
- 1月2日：
  - 警方公佈1月1日晚上7時許在銅鑼灣崇光百貨外，一名22歲內地女子因展示圖片，並在地上擺放白色蠟燭及花束，涉展示煽動字眼圖片而被捕。[3]
  - 警務處成立“事實查核及澄清中心”，警員24小時留意傳媒及網上資訊，並會在兩小時內就錯誤資訊作出澄清。[4]

- 1月3日：
  - HK Express客機UO600往福岡客機在飛行途中出現氣壓異常，需要折返香港國際機場，最後安全降落。[5]
  - 繼美國、澳洲、加拿大、法國、印度後，韓國亦對來自香港的旅客實施登機前提供新冠檢測陰性證明的要求。政務司長陳國基認為無需要亦不合適，盼相關國家可重新考慮和撤銷有關限制。[6]
  - 一名47歲女教師向官立小學申請為英語教師雖然獲得取錄但不獲聘請。教師不服決定提司法覆核，申請人向教育局追討共1604萬元賠償。高院裁定有關政策過於死板，下令教育局賠償69.5萬元。[7]
  - 入境事務處一名35歲高級入境事務助理員涉七一刺警案後在連登討論區發布帖文煽動他人襲警，被告於區域法院認罪，判處監禁6個月。[8]

- 1月5日：
  - 香港政府正式宣布與大陸的免檢疫通關安排。行政長官李家超表示，首步通關安排於1月8日開始，每日最多6萬港人可從7個口岸北上；其中港澳碼頭、中港碼頭、機場、港珠澳大橋4個口岸，每日最多1萬港人北上；而深圳灣、文錦渡、落馬洲支線路口岸，每日最多5萬港人北上，而3個口岸南下的人數上限同為5萬人。而使用深圳灣、文錦渡、落馬洲支線北上、南下的人士，需要透過網上系統預約。兩地人士過關必須持有48小時核酸陰性證明。而內地居民由香港返內地，港人由內地返港則不限人數。[9]
  - 警方國安處拘捕一名24歲男子，涉在連登討論區就人大釋法、理大衝突判刑、防疫政策等議題作出港獨及反對中央或特區政策的言論，同時在個人facebook帳戶轉載煽動刊物《羊村 2.0》下載網址，並揚言「Cath （正字應為Catch）me if you can」。[10]
  - 一名42歲速遞員，被指2021年1月起多次在不同社交平台發布煽動言論，包括宣揚香港及中國地方獨立、鼓勵他人仿效「7.1 刺警案」男子、發布訊息侮辱中共中央總書記習近平和中國國旗、以「黑警」稱呼警員、不使用「安心出行」、不作「新冠疫苗接種」、拒絕使用口罩和接受隔離，以及聲稱要衝上街頭推倒政府等。他早前承認「作出一項或多項煽動意圖的作為」罪，西九龍裁判法院總裁判官蘇惠德判處被告監禁8個月。[11]
- 1月6日：
  - 清晨5時46分，大圍美林邨美槐樓一個單位發生奪命火警，單位內一名15歲女童當場死亡。火警中共有6人送院，包括少女的母親、母親男友及另外4名街坊。消防在場發現助燃劑，認為火警起因有可疑。警方下午在單位內檢走多袋證物，包括一部已燒毀電動單輪車「風火輪」。[12]
  - 廉政公署拘捕49人，涉嫌以集團式操控港九新界共10個屋苑的樓宇工程項目，涉及金額總值超過5億元，為歷來就樓宇管理及維修最大型的執法行動。[13]
- 1月8日：

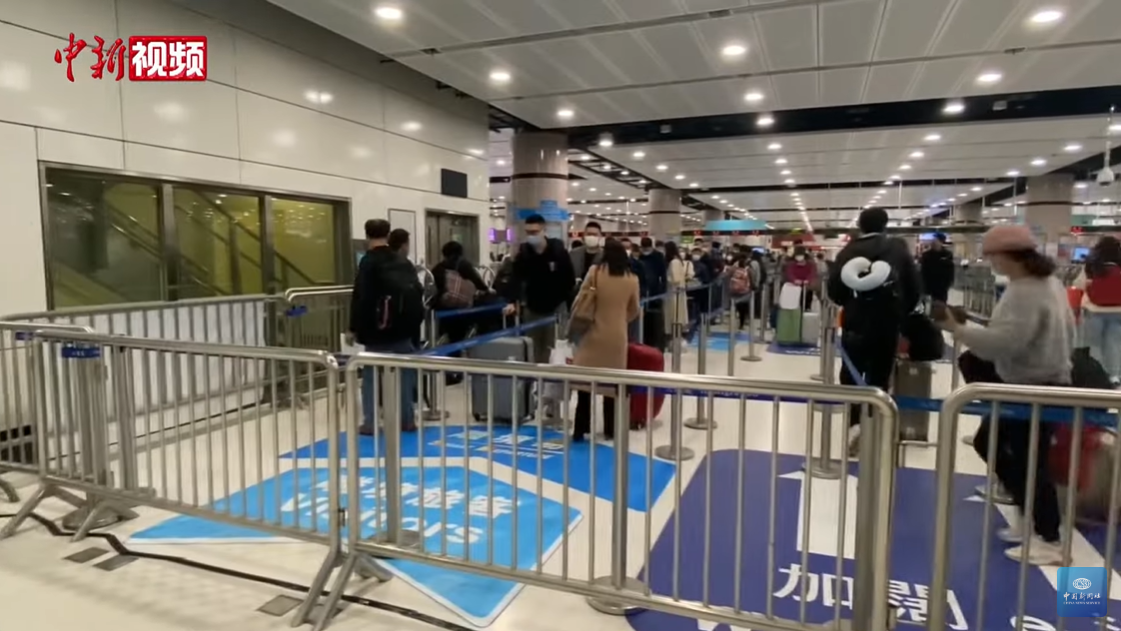
暂停服务近三年的港铁落马洲站重新投入服务，有大批市民排隊等候出境

疫情近3年，中港首階段免檢疫通關，深圳福田口岸及深圳灣口岸，早上有大批市民回內地，更一度出現排隊人龍。而入境香港人數較為疏落。據入境處臨時數據，截至下午4時，有大約2.9萬人經各陸路口岸及港珠澳大橋出境，入境則有大約7800人。
- 1月9日：
  - 連鎖化妝品店卓悅旗下公司遭法院正式頒令清盤令，創辦人葉俊亨亦被頒令破產。[15]
  - 位於尖沙嘴的崇光百貨傳出結業消息，母企利福國際證實因租約期滿而將營業至3月12日。而另一旗艦店「崇光啟德」將會開業。[16]
- 1月10日：
  - 韓國公布即日起至下月底，限制港澳航班只可在首爾仁川國際機場降落，並禁止港澳旅客在仁川轉內陸機往釜山及濟州等城市。受事件影響，有旅行社要取消農曆新年多個釜山旅行團。[17]
  - 行政會議通過5月1日起，將法定最低工資水平由現時每小時37.5元調升至40元。
  - 英國廣播公司（BBC）報道，黎智英國際法律團隊去信英國政府，要求與首相辛偉誠緊急會面。特區政府在晚上發表新聞稿，強烈反對外國政府就黎智英案的干預，並指「被告人上述行為亦極有可能構成藐視法庭」。[18]
  - 香港童軍總會高層被揭於2021年4月新型肺炎疫情期間，在尖沙嘴香港童軍中心筵開34席榮休晚宴招待逾百人。事後童軍總會和涉事酒家被控違反「限營業令」和「限聚令」等7項傳票控罪。控方表示考慮到宴會處所由酒家負責營運，要求酒家就控罪答辯，最後判罰款3.5萬元，酒樓經理以2000元自簽保守行為12個月。童軍總會獲不提證供起訴。[19]
- 1月11日：基督教聯合醫院兩名醫生在2017年漏開藥致病人鄧桂思死亡，在死因研訊展開前，警方發稿稱表示控告45歲及50歲男子各一項誤殺罪，案件在東區裁判法院提堂，據了解與鄧桂思案有關，被控的兩名男子為當時涉事醫生。[20]
- 1月12日：
  - 香港西九龍站下午2時起就高鐵香港段復運開放購票，大批市民在站外排隊，不過現場一度出現混亂。[21]
  - 一名47歲的已婚休班男警涉嫌在新港城中心的超市內偷拍22歲女美容師的裙底，男警否認「非法拍攝或觀察私密部位」罪，以及「作出有違公德的行為」的交替控罪。裁判官裁決時指被告雖然他立心不良且對女性冒犯，但未及至有違公德，裁定兩項罪名不成立。[22]
  - 廉政公署指2020年香港立法會選舉九龍西地方選區候選人林兆彬和岑崇尚涉嫌向選舉事務處提交虛假選舉申報書及企圖欺詐選舉開支共約68000元，嫌作出舞弊行為。不過由於兩人已離開香港，因此獲裁判法院簽發手令通緝他們歸案。[23]
- 1月14日：中央駐港國安公署署長鄭雁雄接替駱惠寧出任香港中聯辦主任。

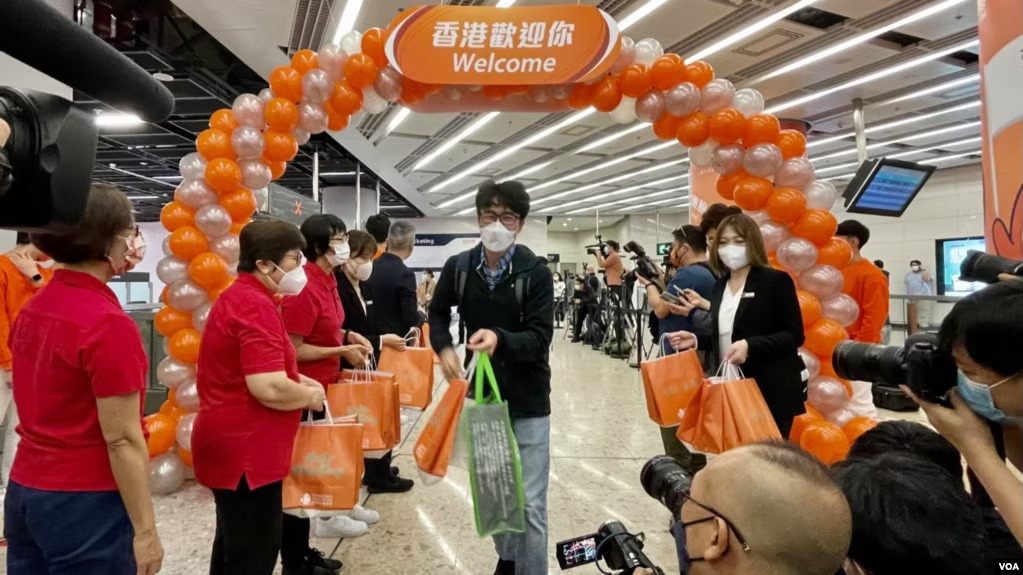
受疫情影響停駛接近3年的廣深港高鐵香港段1月15日復運，入境大堂有歡迎旅客抵達香港的佈置，有港鐵職員手持紀念品列隊迎接旅客

- 1月15日：受疫情影响停驶接近3年的廣深港高速鐵路香港段复运。
- 1月16日：
  - 一名女工在荃灣沙嘴道45號一間食品工場製作製作賀年糖果期間跌入一部攪糖機內，女工被救出昏迷，由工友陪同送往仁濟醫院，經搶救證實不治。[24]
  - 終院首席法官張舉能透露，司法機構將設工作小組研究現場直播選定的司法程序，最快今年內推行，而涉及國安的案件會否設直播，將由工作小組研究。[25]
  - 隨著石籬中轉房屋於當日起永久封閉，香港所有第二至六型徙置大廈自此成為歷史。
- 1月17日：
  - 47人因「2020年民主派初選」被控《港區國安法》下的串謀顛覆國家政權罪，原本有17人不認罪，庭上透露阿布泰國生活百貨創辦人林景楠在西九龍裁判法院（暫代高等法院）處理審前覆核時，經法律代表指他會改為認罪，並可能錄取證人供詞。而案件有3名被告將以控方證人身分作供，未有透露姓名。[26]
  - 傍晚近6時，警方國安處聯同海關搜查旺角銀城商場「隱世市集」，至少6人涉嫌發佈煽動刊物被拘捕。據了解他們涉嫌在印刷及在市集內出售一本記錄2019年6月至2020年2月反修例運動的「圖文簡錄」。警方亦根據法庭手令，搜查有關組織的店鋪、印刷店，以及被捕人的住所，檢獲43本涉案的煽動書籍及其他煽動物品。[27]
- 1月18日：
  - 香港恢復通關後，由於不少港人計劃過年前後北上，多間社區檢測中心和檢測站大排長龍。其中在深水埗楓樹街遊樂場球場檢測站在深夜約11時仍然大排長龍，球場於晚上11時關燈後令在場等候檢測人士不滿。而排隊人龍在凌晨1時仍約有200人排隊。[28]
  - 十四屆全國政協委員名單出爐，香港代表約200多人，包括重量級法律界人物，如基本法委員會委員陳弘毅、大律師公會前主席譚允芝，影星甄子丹成為文化藝術界的政協。前行政長官董建華未在新一屆名單上。[29]
- 1月19日：大學教育資助委員會最新公布數據顯示，八間大學的退學人數再創新高，2021/2022學年共逾2700多人退學，按年上升近百分之三，人數創了19年來的新高。[30]
- 1月20日：上水屠房發生罕見致命工業意外，一名61歲屠房主管宰豬時被未完全電暈的豬掙扎踢中，並將他手持的40厘米長的切肉刀𠝹傷其左後膝動脈，送院經搶救後不治。[31]
- 1月21日：歲晚再現致命工業意外，一名52歲男工人於大埔大富街大家樂中央產製中心內工作期間懷疑暈倒，惟搶救無效不治，死因有待驗屍後確定。[32]
- 1月23日：新界鄉議局主席劉業強於農曆年初二到沙田車公廟為本港求籤，求得11籤，屬中籤。他認為籤文寓意政府應多聽意見，認為好意見都是忠言。而鄉議局前主席劉皇發於上一個兔年、即2011年亦同樣求得第11籤。[33]
- 1月24日：坪洲發生槍擊事件，兩名警員在永安街處理噪音投訴期間被兩名菲律賓籍男子襲擊，其中一人情緒激動，與一名警員沿樓梯扭打至街上，警員在使用胡椒噴霧和多次警告無效下向男子連開3槍，男子和警員均獲送院治理，其中中槍男子情況危殆。有居民對此均感到驚訝，指出該處治安一直良好，也從未發生開槍，質疑是否小題大做。事後更整晚無法入睡。[34]
- 1月28日：清晨5時18分，新蒲崗五芳街永顯工業大廈的電子零件倉發生三級火警，一度發生爆炸及回燃。火警到晚上8時大致救熄。[35]
- 1月30日：

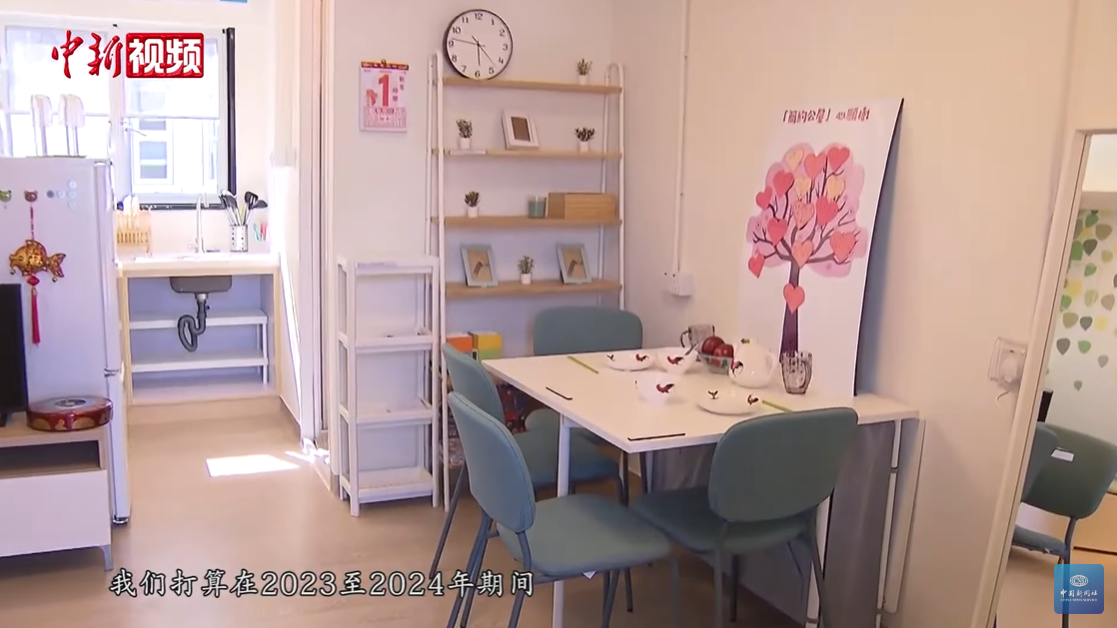
簡約公屋的示範單位

- - 南丫島下尾灣西北對開約1海里貨輪發生火警，船上一名49歲內地船員死亡，其餘11男1女船員安全獲救。[36]
  - 香港金融管理局公布，2022年外匯基金錄得2,024億港元的投資虧損，是歷來表現最差的一年。[37]
  - 政府披露首批17,000個「簡約公屋」單位的8個選址，而5年來累計總開支為25億元。其中啟德世運道選址被指諮詢欠奉，立法會議員楊永杰一度擬遊行集會抗議，但最後撤回集會申請。[38]
- 1月31日：
  - 行政長官李家超出席行政會議前，表明不同意設獨立調查疫情應對工作。而行政會議成員亦表示不支持。[39]
  - 行會通過天星小輪加價，成人票價加至5元至6.5元，加幅約55%至56%。[40]
  - 金融管理局公布，去年第4季末負資產住宅按揭貸款宗數由533宗增加至12,164宗。[41]
  - 律政司就三宗反修例運動案件，包括兩宗理大外示威案，以及2019年7月6日屯門遊行林卓廷涉逼刪相案的女被告罪脫，以案件呈述方式提出上訴。[42]
  - 屹立深水埗44年的欽州街小販市場完成歷史任務。

### 2月

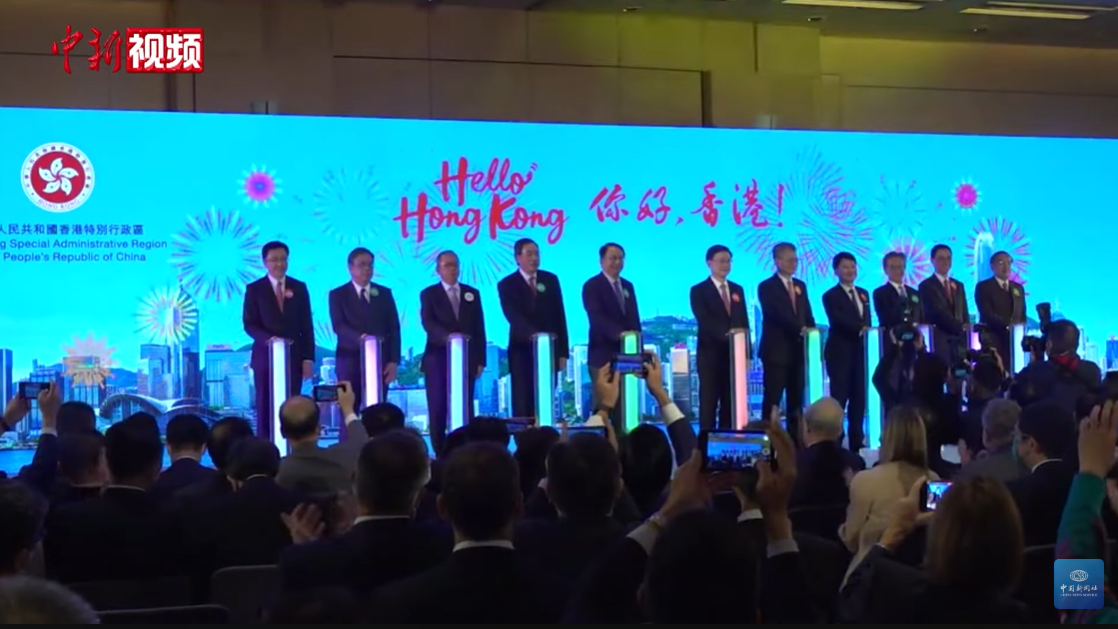
2月2日，特區政府啟動「你好，香港」（Hello, Hong Kong）大型宣傳活動，為期約6個月

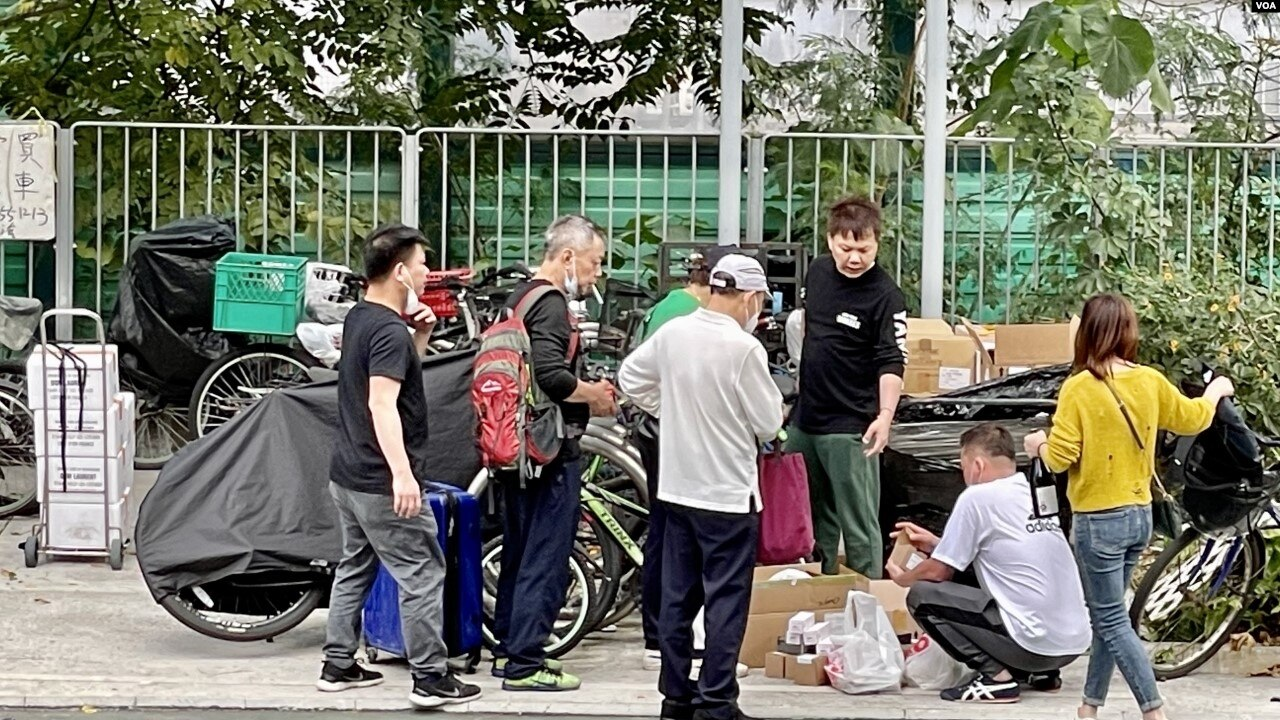
2月，中港两地全面通关后水货客问题死灰复燃，有疑似水货客聚集在上水站附近被称为“秦皇坑”的分货地点

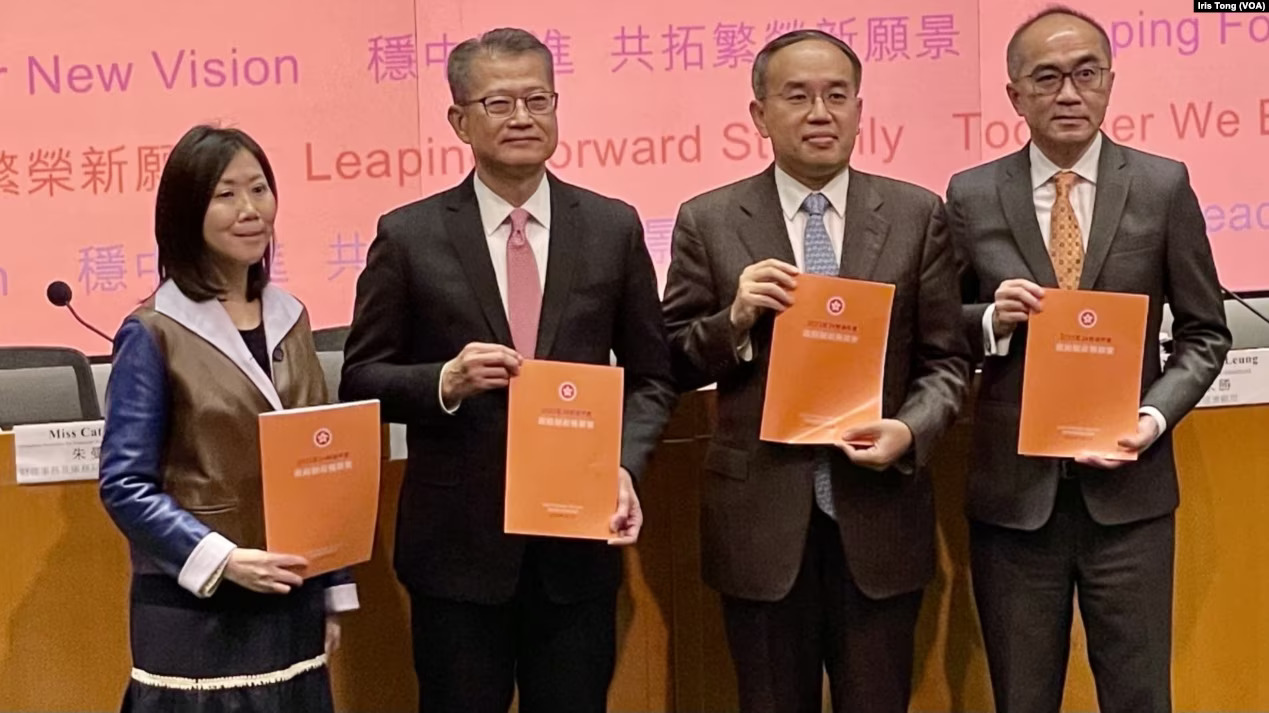
2月22日：財政司司長陳茂波發表2023/24年度財政預算案

- 2月1日：多個國家容許使用的大麻二酚（CBD）列入危險藥物，進出口及管有有關產品即屬違法。
- 2月2日：特區政府啟動「你好，香港」（Hello, Hong Kong）大型宣傳活動，為期約6個月，並將由3月1日開始。機場管理局將向海外及內地旅客派發50萬張免費機票，而政府會邀請各地商界、政界及傳媒代表及具影響力者（KOL）訪港。[43]
- 2月5日：香港記錄片《給十九歲的我》被揭發未成年學生的私隱、部份片段以偷拍及欺詐方法拍攝而引起很大爭議，有受訪學生情緒大受困擾，香港單車運動員李慧詩亦在社交媒體發文下。導演張婉婷宣佈暫停公映。
- 2月6日：
  - 47人因「35+初選」被控《港區國安法》下的串謀顛覆國家政權罪的案件開審，有記者發現部分旁聽市民不願意回應排隊原因或表示「不清楚」。[44]而案件認罪的被告區諾軒、趙家賢、鍾錦麟和林景楠為控方證人。[45]
  - 香港和中國內地全面通關，不設人數限制及一般出入境前核酸檢測要求。雖然毋須檢測，但北上和南下仍須填寫內地健康申報以獲取「黑碼」過關。
  - 加拿大政府宣佈延長港人「救生艇計劃」中「開放式工作簽證」的申請限期至2025年2月7日，並同時擴大申請資格，在過去10年內大專畢業的港人亦可以申請。
- 2月8日：因應土耳其和敘利亞發生7.8級強烈地震，特區政府派出由保安局、消防處、入境事務處和衛生署人員組成的搜救隊共59人，包括消防處約49名坍塌搜救專隊人員前往土耳其進行搜救工作。
- 2月9日：「光城者」7名成員涉擺街站及提倡「武裝起義」，餘下兩名成年被告被控《港區國安法》串謀煽動他人顛覆國家政權罪罪成，判處監禁5年及5年3個月。[46]
- 2月10日：領展公布以5供1形式，供股集資約188億元，是公司首次供股。每個供股基金單位價格44.2元，較停牌前價格折讓近30%。
- 2月14日：行政長官會同行政會議批准，今年6月1日終止香港有線電視的本地收費電視節目服務牌照。
- 2月15日：政府公佈香港投資管理有限公司的董事會成員。[47]
- 2月16日：政府統計處公布香港2022年底人口有733.3萬多人，較2020年同期減少6.8萬人。期內出生人數更是統計處自1961年有記錄以來，出生人數最少的一年，只有3.25萬人。[48]
- 2月17日：大家樂旗下午膳供應商活力午餐因人手不足加上個引學校反映學生進食午膳後感到不適，決定於2月20及21日暫停供應午餐兩天，逾200間學校及10萬學生受影響。
- 2月20日：
  - 律政司向立法會提交文件，提出修訂《法律執業者條例》，建議法院在涉及國安的案件中，容許海外執業大律師來港處理案件之前，須先向特首提出並取得證明書。[49]
  - 兩男子被控於2021年在粉嶺榮福中心藏有爆炸品或槍械，當中現年 44 歲的網絡工程師早前承認管有爆炸品罪，在區域法院被判囚40個月。[50]
- 2月21日：《明報》報道曾因「基因編輯嬰兒」在內地非法行醫判囚3年的內地科學家賀建奎獲批高端人才通行證（高才通）後，政府在深夜發稿表示，入境處懷疑有人以虛假陳述獲得簽證或進入許可，入境處長已依法宣告其簽證或進入許可無效，並會展開刑事調查。而今日起要求申請人在電子申請表申報有否刑事定罪紀錄。[51]
- 2月22日：
  - 財政司司長陳茂波發表2023/24年度財政預算案，分兩期派發5000元消費券，同時引入新版資本投資者入境計劃和由2023至2024年度起5個財政年度，向馬會徵收每年24億元的「額外足球博彩稅」。
  - 旺角長旺道19號長發大廈對開發生致命高空墮物意外，一名63歲婦人被一支60厘米長的鐵枝擊中並插着頭部，當場流血倒地昏迷，其後傷重不治。[52]
- 2月23日：
  - 「太空卡」實名登記限期屆滿，通訊辦通訊事務副總監卓聖德表示約有1200萬張電話卡完成登記。不過他承認當局難估計可否減少涉本地電話號碼的騙案。[53]
  - 國泰航空宣布，為重塑其貨運業務品牌，名字由「國泰航空貨運」改名為「國泰貨運」，與公司的最新品牌定位接軌。[54]
- 2月24日：
  - 大埔龍尾村發生碎屍案，警方以涉嫌謀殺拘捕3名男子，據悉死者為香港時裝界名媛兼模特兒蔡天鳳，2月21日在大埔科進路一間學校接與前夫所生的女兒後失蹤。[55]
  - 尖沙咀一間武館的60歲男教練被指2020年在Facebook發帖倡建「港獨武裝力量」、辦「殺鬼隊訓練班」，他早前承認《國安法》下的「煽動他人顛覆國家政權」罪。男教練另與女助手，就藏有開山刀、弩等承認「無牌管有槍械」罪。法官練錦鴻在區域法院判男教練監禁5年，女助手監禁16個月。[56]
- 2月26日：港鐵輕鐵第二期列車最後一日載客，吸引大批市民和鐵路迷拍攝記錄和歡呼。
- 2月27日：政府公佈香港上月出口創約70年來最大跌幅，按年跌36.7%。[57]
- 2月28日：2011年10月6日發生的淘大花園無屍兇案，被告陳文深兩度被裁定謀殺罪成，並上訴得直，再次發還重審。案件第三度審訊後，陪審團一致裁定他謀殺罪名不成立，但誤殺罪成，辯方透露被告已在獄中9年，希望可以即時獲釋。[58]

### 3月
- 3月1日：

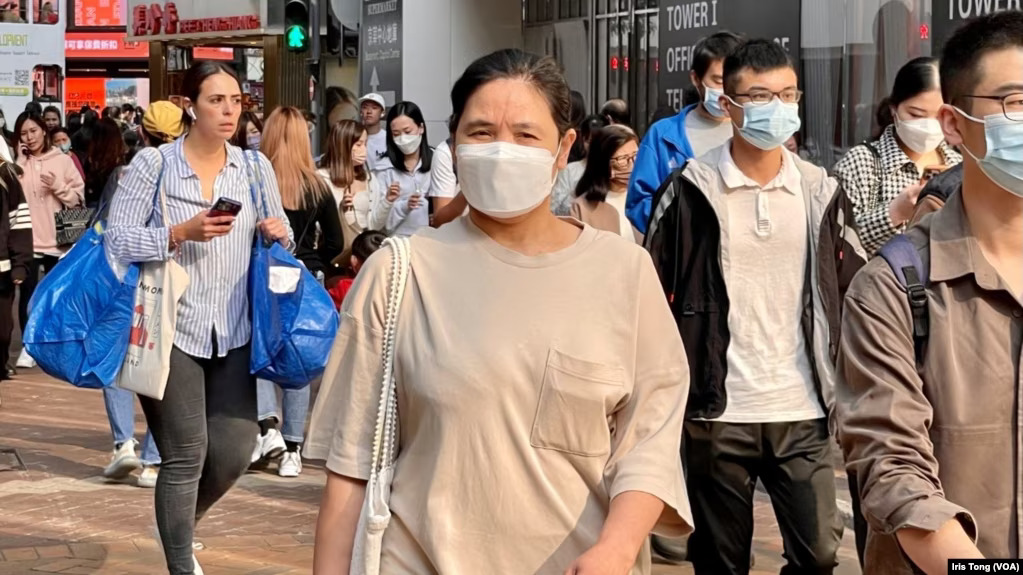
香港政府3月1日开始撤销“口罩令”，市面上大部分市民仍然戴着口罩

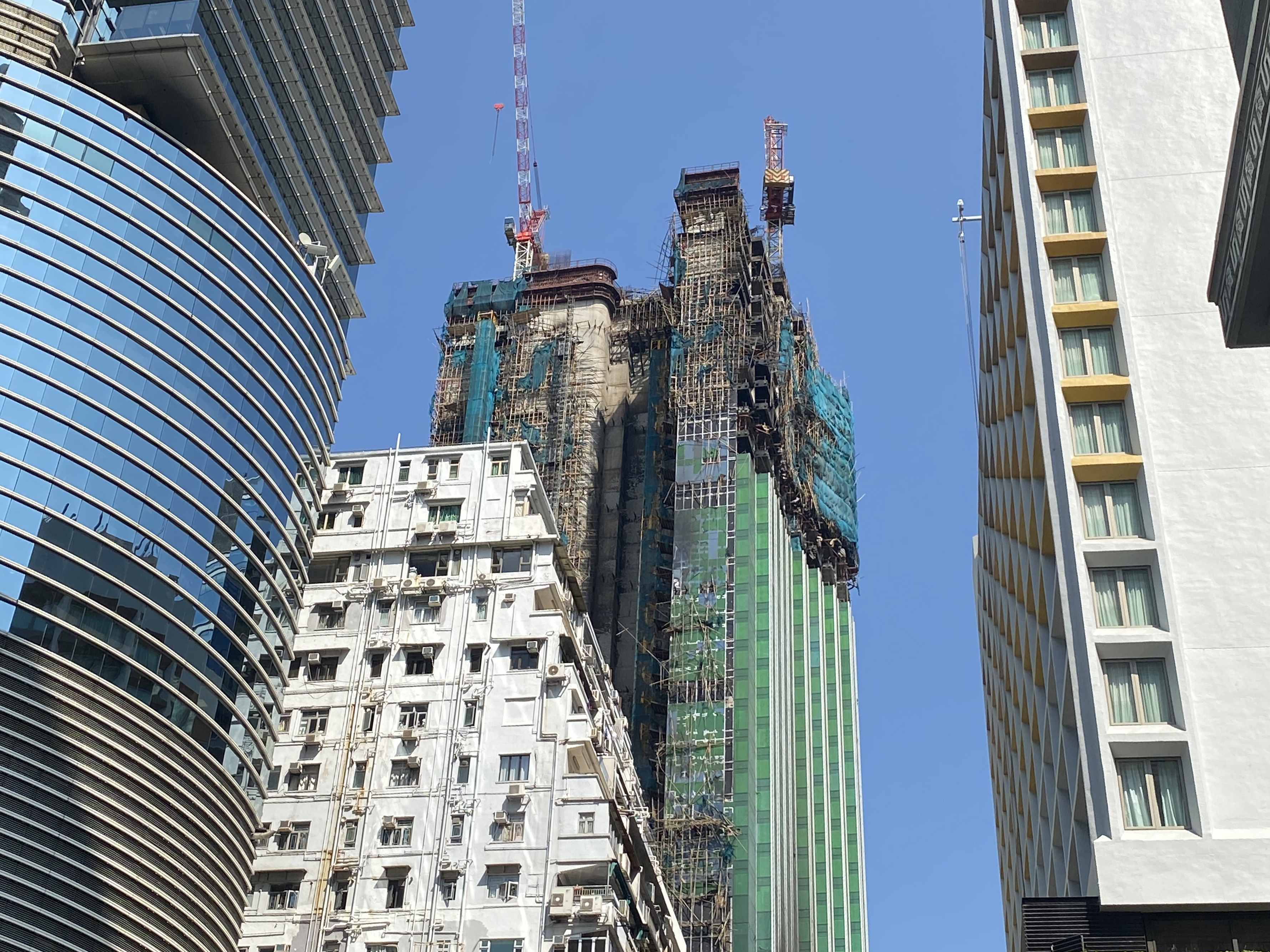
尖沙咀重建中的「海員之家」大廈地盤發生四級大火後的現場

  - 政府撤銷戶外及室內口罩令，乘搭公共交通工具亦毋須強制佩戴口罩。公立醫院則改以行政措施要求佩戴。[59]不過口罩令撤銷首天，只有少數市民不戴口罩。[60]
  - 再有港隊參與的國際體育賽事播錯國歌，在薩拉熱窩舉行的世界冰球錦標賽第三級別賽事，香港男子隊賽後播放國歌環節時，主辦單位播出《願榮光歸香港》，歌曲播放後約10秒內，成員作出T字手勢示意暫停後，大會隨即停止播放。政府發聲明表示強烈不滿，並肯定香港運動員當場維護國家尊嚴的表現。而涉事片段隨後下架。[61]
- 3月2日：
  - 晚上11時11分，尖沙咀重建中的「海員之家」大廈地盤發生四級大火，火勢更波及鄰近6棟大廈，至少兩人受傷。大火於翌日早上8時許大致救熄[62]。消防處於行動中共派出250名消防及救護人員，疏散約170名市民，12人須入住臨時庇護中心。[63]
  - 入境事務處表示長達逾四年的全港市民換領身份證計劃完結，簽發的新身分證有約623萬張。[64]
- 3月4日：
  - 支聯會3名常委鄒幸彤、鄧岳君、徐漢光被指拒按警方國安處要求提交資料案，經歷13日審訊後被裁定「沒有遵從通知的規定遞交資料」罪成，押後至3月11日聽取辯方求情。[65]
  - 婦女勞工協會原計劃在星期日的遊行集會，被視為本港全面復常後首個遊行，並獲警方發出不反對通知書。不過在遊行前一日宣布取消遊行和集會，並無解釋原因。而警方指是“主辦單位在平衡各方利弊後作出取消的決定”，又指留意到有暴力團體表示會響應活動，警方屆時有責任採取一切適切措施，提醒市民不要以身試法。[66]
- 3月6日：
  - 安達臣道房協地盤天秤倒塌釀成3死6傷事件，勞工處在半年檢控期屆滿，向承建商、分判商及個別的人等持責者提出共67項檢控，但沒有公開名稱和各涉及罪名。家屬表明不會接受調查結果，認為事涉幾重人為疏忽。[67]
  - 醫院管理局推出「電子醫生證明書」，病人可透過手機程式「HA Go」下載及分享病假紙給僱主。[68]
  - 3名在囚荔枝角收押所的人士入稟高等法院向警務處提出民事傷亡訴訟，表示他們2020年3月在警署內遭警員毆打，並對他們的身體傷害和精神損失作賠償。《明報》翻查資料，3人與2020年深圳灣口岸爆炸品案的3名被告同名。[69]
- 3月8日：
  - 葵涌醫院L座1樓兒童及青少年精神科病房的診症室，於凌晨約3時30分發生假天花及石屎剝落事故，沒有人受傷。醫管局表示會連早前發生的事故，要求各醫管局聯網的駐場設施管理組，就懸掛天花的醫療儀器、室內樓宇結構及樓宇外部進行檢查，目標在一個月內完成。[70]
  - 政府提議修訂《護士註冊條例》，引入非本地護士，經特別註冊或登記的非本地培訓護士，在指定機構全職受僱一定年期後，可在港正式註冊，以增加護士人手供應。[71]
- 3月9日：警方國安處以「勾結外國或者境外勢力危害國家安全罪」，拘捕李卓人妻子鄧燕娥，她回港後於赤柱監獄探望李卓人後被帶走。同日，一名23歲女子涉網上發布煽動港獨訊息亦被拘捕。[72]而鄧燕娥到3月11日中午獲准以20萬元保釋，並扣起護照、電話、所有提款卡及信用卡。她表示警方懷疑她「勾結外國勢力」，沒提及與職工盟有關。[73]
- 3月11日：
  - 警方國安處拘捕李卓人妻子鄧燕娥胞妹，同時為民主黨前主席何俊仁胞弟，涉妨礙司法公正。[74]
  - 支聯會拒交資料案，3名常委鄒幸彤、鄧岳君、徐漢光被判監禁4個半月。[75]
- 3月13日：警方國安處在九龍及港島區拘捕兩名分別38歲及50歲男子，涉嫌管有煽動刊物，兩人正被扣留調查。據悉涉案刊物為「羊村」繪本，並由英國郵寄到港。[76]
- 3月14日：
  - 本港五間專營巴士營辦商申請加價，九巴及龍運分別申請加價9.5%及8.5%，新巴及城巴部分路線則申請劃一加2元。嶼巴亦申請加價9.8%。城巴機場線就申請加價50%。[77]
  - 葵芳葵芳閣第3座一單位被人搜掠，屋內一名六女子頭部受傷，經檢查後證實當場不治。而警方鎖定男疑兇為該名鄰居女兒的男友人。消息稱疑兇已潛逃日本，警方正尋求國際刑警協助追緝。[78]
  - 運輸署表示為有效打擊坊間有中介公司聲稱可收費幫助重考生「搶快期」，由3月28日起，改以電腦抽籤方式分配，取代原有先到先得的申請安排。[79]
- 3月15日：尖沙嘴最佳盛品酒店發生命案，一名25歲男子被發現倒斃在房間內。警方調查期間，揭發曾到命案現場的一名姓區男同志，曾透過同志社交程式與另一內地男子到酒店「約炮」，並疑在飲料落藥迷暈及雞姦對方，其後另一名休班男警到房間與內地男性交。警方以涉嫌「施用藥物以獲得或便利作非法的性行為」罪名拘捕姓區男子及涉事警員。[80]
- 3月16日：
  - 早上，香港國際機場測試登記系統出現問題，導致南面離港大堂A至E段的登記流程受到影響，大批旅客需要排隊辦理登機手續，多班航機亦出現延誤10至45分鐘不等。[81]
  - 中共中央及國務院公布《黨和國家機構改革方案》，設立屬黨中央辦事機構的「中共中央港澳工作辦公室」，不再保留單設的國務院港澳事務辦公室，進一步加強中國共產黨對香港的全面管治權。[82]
- 3月20日：
  - 早上九時半，一輛往荃灣西站方向的九龍巴士290A線雙層巴士沿呈祥道行駛至清麗苑對開的分岔路口時，失控剷上路中石壆並傾斜擱在石壆上，車頭毀爛，擋風玻璃碎裂，44人受傷送院，肇事巴士車長被警方以「危險駕駛」拘捕。巴士工會指出巴士司機當時只休息3分鐘，情況並不理想。 [83]
  - 一名28歲時任男警在警方Facebook專頁留言嘲殉職水警，早前被裁定一項「作出具煽動意圖的作為」罪成，判處監禁10個月。被告就定罪及刑期申請上訴，並於等候期間保釋遭裁判官拒絕。[84]
  - 2023年1月，警方國安處搜查旺角「隱世市集」，檢走包括有關2019年社運的刊物。控方指內有多項「警暴」指控及「光時」口號等。網媒創辦人「姜牧師」姜嘉偉及租攤檔兩夫妻 3 人承認一項串謀煽動罪。3人在西九龍裁判法院，被判囚5至10個月。[85]
  - 美國連鎖波鞋及運動服裝店Foot Locker表示結束香港和澳門的實體及網店業務，但無公布確實日期。[86]
- 3月21日：
  - 香港影迷專頁「電影療傷誌」原訂3月21日包場放映電影《小熊維尼：血與蜜》，但是臨時宣佈「基於技術原因」放映會「被取消」。該專頁原在帖文表示，「相信大家都明白身於現今的香港，的確有很多事情是不可抗力的」，「痛心是除了再次見證有其他原因凌駕於電影之上」，但是及後刪走前述語句。[87]
  - 秀茂坪安達臣道居屋安秀苑建築地盤發生致命工業意外，一名52歲工人從15樓大堂清理廢料期間突然墮下倒臥平台，經搶救證實不治。[88]
  - 警方國安處拘捕支聯會前副主席何俊仁，據悉涉保釋期間干擾民主派初選案在囚證人家屬。[89]
  - 政府及港鐵公布最新可加可減票價調整機制，由以往「生產力因素」計算方式，改為按港鐵上一年度除稅後的香港物業發展利潤計算。[90]
- 3月24日：
  - 已經批准重建，位於長沙灣的潤發貨倉發生三級火警，並產生大量濃煙，焚燒逾6小時後，到晚上8時40分被救熄。[91]
  - 中午，將軍澳隧道入口發生4輛旅遊巴與輕型貨車連環相撞意外，造成87人傷，其中一人一度危殆，其後轉為嚴重。事件中4架旅遊巴3架屬小童校巴，另外一架是長者旅行團。[92]
- 3月26日：

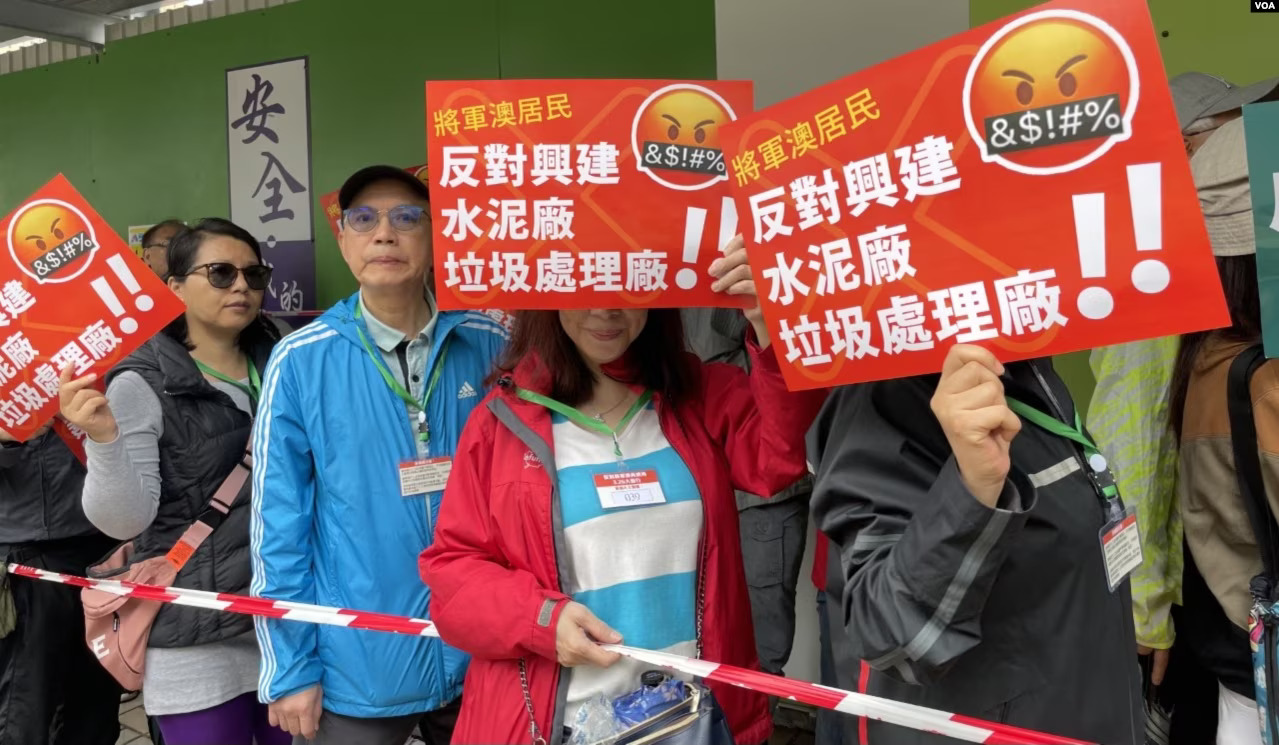
3月26日，香港疫情后首次有将军澳居民发起游行反对当局填海，约80名游行人士戴上挂颈号码牌，自行拉起封锁线围封游行队伍，中途不能让市民插队

- - 都會駅業主委員會在將軍澳南舉辦遊行及集會，反對政府計劃於將軍澳132區填海和興建厭惡性設施，有80人參與。遊行及集會獲警方批出不反對通知書，並加入多項嚴格條款。警方提醒主辦單位須遵守包括《港區國安法》及其他香港法例，並要求所有參加者必須全程均佩戴由糾察員派發、印有獨立編號並容易識別的頸牌。其他要求包括限制遊行人數上限為100人，嚴禁遊行中途插隊、衣著、雨具顏色不可有政治含意、不可佩戴口罩及拉膠帶防止「外來人士」混入等。警方亦派出大批警員跟隨遊行隊伍，終點一帶亦有至少20名包括穿軍裝、便衣或傳媒聯絡隊外套的警員在場戒備。[93]
- 3月28日：

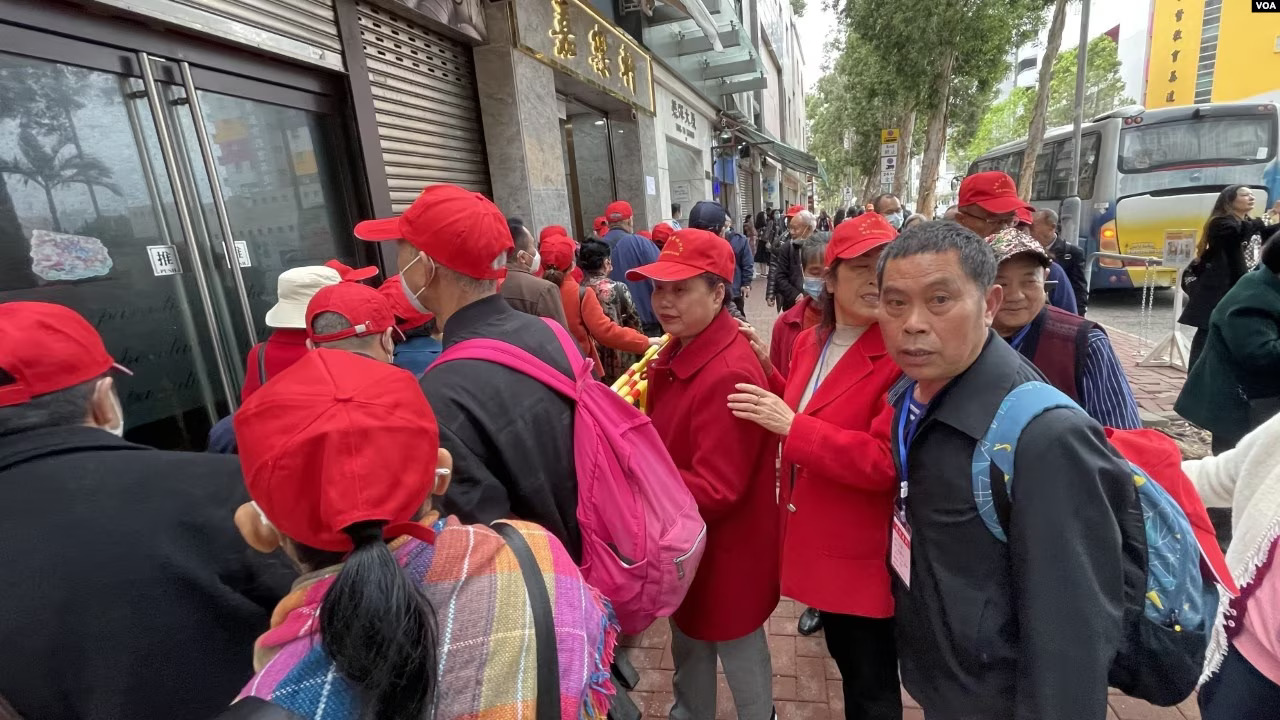
香港上月與內地通關後，內地入境旅行團大量團友聚集在土瓜灣及紅磡一帶街頭的問題令當區交通及民居造成滋擾

- - 香港上月與內地通關後，內地入境旅行團大量團友聚集在土瓜灣及紅磡一帶街頭的問題令當區交通及民居造成滋擾。旅監局要求區內食肆負責人需要在3月30日全面落實3項改善措施，包括要求旅行代理商預約餐廳食飯時間，並按時抵達，為旅客預留用膳時間由最少15分鐘改為30分鐘和旅遊巴在用膳後才到場接載旅客。
  - 港鐵在2022年錄得約98億元盈利，經最新檢討的票價「可加可減」機制後，計算出今年6月起可加價2.3%，為事隔4年再次加價。[94]
  - 一名48歲家庭主婦涉在Twitter發煽動信息，包括牽涉港獨、仇警、侮辱國旗和國歌等內容而被警務處國家安全處拘捕。[95]
- 3月29日：
  - 凌晨3時許，一名中年男子行經元朗康樂路匯豐大廈對開時遭一名南亞裔男子持刀襲擊，事主身中多刀倒地昏迷，送往博愛醫院經搶救不治。警方將案件列作謀殺案。[96]
- 3月30日：大埔同秀坊3號凌晨發生奪命火警，共釀成一死七傷。死者為35歲男戶主，而3名傷者情況危殆，包括居於戶主樓上的夫婦及其7歲女兒。火警疑因拖板短路引致。[97]

### 4月
- 4月1日：

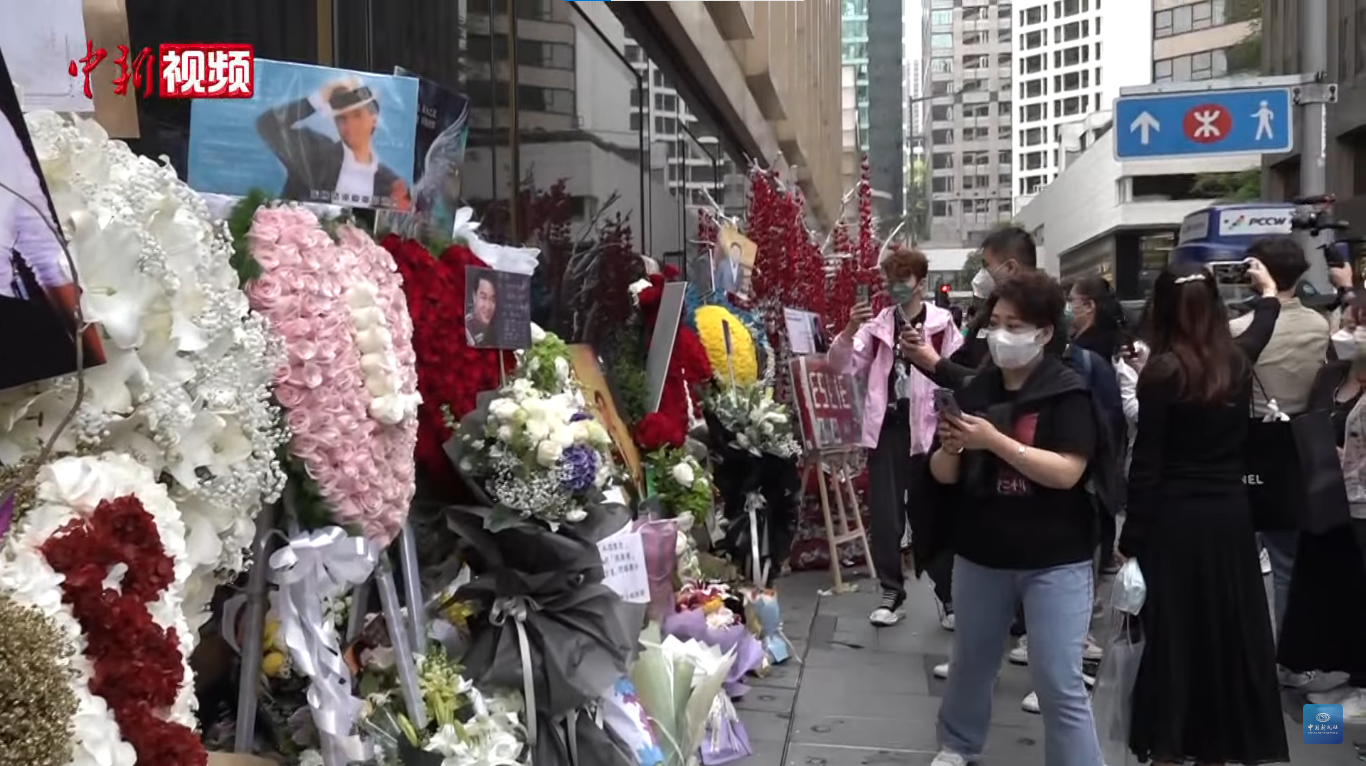
4月1日，張國榮逝世20周年，中環文華東方酒店外的雪廠街路段現花海

  - 再有一名打針後死亡市民獲疫苗保障基金賠償200萬元，涉及74歲老翁。而截至2023年3月底，衛生署共接到120宗接種後14日內離世個案。[98]
  - 張國榮逝世20周年，中環文華東方酒店外的雪廠街路段現花海，而尖沙嘴文化中心露天廣場舉行「《Timeless Leslie》繼續張國榮20周年紀念晚會」亦有2000名市民參與。[99]
- 4月2日:《港區國安法》實施兩年多，律政司長林定國表示國安法實施後被捕人數不超過250人，有20多人定罪，對比起全港700多萬人受影響的只是極少數。[100]
- 4月4日：
  - 教育局近日向小學建議下學年小一開班數目，首次有小學「獲派0班」（不派學生入讀該校）。教育局表示暫未接獲資助小學已有自行停辦的計劃，亦未接獲公營小學提出合併計劃，並無提及有小學需要「殺校」或自行決定停辦。[101]
  - 批發及零售界立法會議員邵家輝公布調查發現，近85%受訪的批發或零售商表示長期人手短缺，超過九成受訪公司支持輸入外勞。邵家輝建議政府推出「輸入大灣區人力計劃」。[102]
  - 冰球港隊今年2月在薩拉熱窩作賽期間出現錯播國歌事件逾一月，港協暨奧委會表示與政府商討後，啟動暫停香港冰球協會會員資格的相關程序，並要求冰協一個月內就未依指引處理國歌作全面書面解釋。[103]
- 4月10日：香港女子冰球隊在世界錦標賽首次奪得金牌，冰協感謝各界支持。[104]
- 4月12日：警方以「公眾地方行為不檢」拘捕一名25歲曾姓男子，涉嫌在九龍城潑水節針對警員及TVB新聞記者射水。據了解，被捕男子是YouTuber「Bravedogdog」 。[105]
- 4月13日：国务院港澳事务办公室主任夏宝龙抵达香港，开启为期六天的考察行程。[106]
- 4月15日：
  - 国务院港澳事务办公室主任夏宝龙出席「全民國家安全教育日」開幕禮暨主題講座，提到維護國家安全無「局外人」，強調「遊行不是表達利益訴求的唯一方式」，反指環保民生等訴求很易被別有用心的人騎劫和歪曲成政治問題。他亦希望香港「天天辦會展、搞創科、拼經濟，跑馬、跳舞、炒股、搵大錢」。[107]
  - 東區醫院一名58歲女病人在急症室求診期間倒臥無障礙洗手間，到廣播後4小時才被發現，其後證實死亡。[108]
- 4月18日：藍田平田邨平信樓一單位發生命案，消防到場破門後發現一男一女昏迷倒臥房內，二人當場證實死亡。警方指兩人為情侶關係，據悉男事主任運輸散工，初步疑涉及金錢問題，遺書透露愧對家人。[109]
- 4月19日：
  - 凌晨約零時45分，港島多區出現大停電，受影響範圍包括中西區、南區、東區、灣仔區等。停電導致多區有困𨋢報告，互聯網供應商無法提供訊號。港燈表示供電系統於凌晨1時37分已經全面快恢復正常。[110]
  - 受到大風的天氣影響，沙田廣場往沙田中心的行人天橋一列約8米長、2米闊的木圍板突然塌下，擊中5女1男，所有事主均受輕傷，由救護車送往威爾斯親王醫院。[111]
- 4月20日：韓國美妝品牌ETUDE House宣布全面撤出香港市場，旗下6間專門店均會結業，最後營業日為4月23日。
- 4月24日：政府公佈「開心香港」(Happy Hong Kong)活動詳情，包括4至6月會在香港、九龍及新界分別舉辦三場大型美食市集，周六設「全港戲院日2023」，當日觀眾在全港戲院看電影票價劃一30元。8月亦將邀請曼聯U16足球隊來港交流及踢表演賽。
- 4月25日：
  - 特首李家超在行會前見記者，交代地方行政檢討進展，表明香港區議會值得保留，但需要必須符合三大原則，包括維護國家安全；全面落實愛國者治港和確保行政主導，他期望區議會「去政治化」，強化地區治理能力和水平。[112]
  - 傍晚6時許，警方接報一名73歲清潔男工在觀塘友邦九龍大樓30樓清潔風櫃房期間，懷疑救生門曾被開啟而墮下至升降機槽底，消防派出高空拯救專隊到場用浮繩搜索，經1.5小時搜索後，在𨋢槽內找到該女工，當場證實死亡，警方將案件列工業意外。[113]
  - 行政會議通過亂拋垃圾罰款由1,500元增至3,000元，店舖阻街、非法棄置建築廢物加三倍至6,000元。
- 4月26日：前職工盟主席黃迺元及幹事杜振豪以個人名義申請五一遊行。不過杜振豪於社交平台表示黃迺元情緒崩潰，「顯然承受了巨大壓力」下，已簽紙取消遊行申請，同時受限於《港區國安法》第63條，無辦法透露詳情。保安局長鄧炳強指遊行申請人衡量後認為沒有能力確保活動有序安全決定取消活動，屬負責任做法，並無回應有無國安人員接觸黃迺元。[114]
- 4月29日：政府將今日定為「全港戲院日」，市民於各大戲院看電影只需要30元，記者發現部分戲院網站「無法連接」，而多區戲院外出現排隊人龍。[115]
- 4月29日：
  - 黃金周第二日截至晚上9時共錄32.9萬人次入境，以往有大量水貨客的上水新康街不再復見，而西九文化區香港故宮文化博物館及M+博物館入場人數創開館以來新高。[116]
  - 八鄉錦上路蓮花地一條約兩米長鱷魚被人發現在民居旁，漁護署人員其後將在鱷魚生擒運走。[117]

### 5月
- 5月2日：
  - 政府公佈香港區議會改革方案，直選比例大減至不足兩成，低於1982年首屆，並重新引入委任議員和設立由分區會、防火會、滅罪會選出的地區委員會界別。全港18區452個選區將重新劃分成新的44個選區，每區設2個議席；區議會主席改由各區民政事務專員（首長級公務員）出任，同時加入履職監察機制懲處議員，並設立香港區議會資格審查委員會。中大政政系副教授馬嶽形容制度猶如「一班自己人玩晒」。[118]
  - 香港警務處宣布5月5日起調整3項入職要求，包括取消最低身高及體重要求，取消「不配戴矯視工具的視覺敏銳度測試」和增設「警員中英文筆試」，以符合文憑試中英文科第2級的語文能力要求。[119]
- 5月4日：消費者委員會發表私人住宅物業管理費研究報告，並檢視249份樓宇公契，發現約75%發展項目的公契經理人與發展商有關連，可能存在利益衝突。而港鐵上蓋項目住宅業權不過半，單靠住宅業主無法成立法團。有項目所有住宅單位加起來，總業權份數仍然不夠一半，就算所有住宅業主同意，都無法更換管理公司。[120]
- 5月5日：香港警務處國家安全處早上持法庭手令採取搜查行動，在元朗區撿取一件與一宗「煽動他人顛覆國家政權罪」案件有關的證物。據了解該證物為「國殤之柱」。創作「國殤之柱」的丹麥藝術家高志活對警方檢走「國殤之柱」感到驚訝及奇怪，並指香港警方並沒有就行動與他作任何聯絡。[121]
- 5月7日：原定2月26日開展的「易通行」不停車繳費服務推遲到今日實施。不過間中出現車輛減速或誤入巴士專線的情況。[122]
- 5月8日：因2019冠状病毒病疫情，导致部分香港居民无法及时换发港澳居民来往内地通行证（即回乡证），中华人民共和国出入境管理局决定自当日起延長回鄉證有效期（僅限證件有效期限在2020年1月1日至2023年12月30日人士），有效期限將自動延長至2023年12月31日[123][124]。
- 5月9日：政制及內地事務局向立法會提交文件，提出修訂《區旗及區徽條例》，當中包括侮辱區旗及區徽的罪行「涵蓋現實生活及網絡世界」，並訂明檢控時限。而區旗及區徽擴大禁止用作某些用途，包括註冊作外觀設計或商業廣告和喪事活動。[125]
- 5月10日：
  - 女團COLLAR出道不足一年半，So Ching（蘇芷晴）發文指男友阿MO因MIRROR演唱會嚴重墮屏意外後留下創傷，宣布退團。經理人強調不會解散及無意新增成員。[126]
  - 製作「國殤之柱」的丹麦藝術家高志活向保安局及警方發出公開信，要求警方交代，為何沒有知會他就取走了「國殤之柱」，形容事件「荒謬」，並要求當局確認當「國殤之柱」不再被視為證物時，可立刻歸還，讓他運回丹麥。[127]
- 5月11日：明報公布將於2023年5月14日正式停止刊發《尊子漫畫》，但未有交代原因。[128]保安局局長鄧炳強指“編輯不想有人利用平台煽動市民對政府的不滿而作出停止決定，屬負責任做法。”[129]同日，公共圖書館已經將尊子的書籍及資料下架。
- 5月12日：
  - 一名漁護署64歲男職員在大嶼山東灣[需要消歧义]工作期間被蜜蜂螫傷後昏迷，由直升機送院搶救後不治。[130]
  - 運輸署檢討司機體格證明安排，商用車司機續領駕駛執照的體檢年齡由70歲或以上降至65歲，並收緊至一年一檢。[131]
  - 一名32歲男子涉於網上「連登討論區」，煽惑新型肺炎確診者「四圍播毒」，和鼓吹他人殺害法官，男子在區域法院承認3項與煽惑有關的罪行。辯方求情指他本身是「鍵盤戰士」，因不滿政府施政而在網上洩憤。法官同意本案案情不算十分嚴重，考慮到被告過往奉公守法，而經歷是次「慘痛教訓」後重犯機會不高下，判處監禁11個月。[132]
- 5月13日：三名内地渔民駕乘快艇在深圳大鵬半島近大亞灣對開一帶水域潛水撈捕海產，期間一名45歲男子懷疑遇溺昏迷。其他兩名同伴駛入西貢銀線灣泳灘向當值救生員求助，昏迷男子送往將軍澳醫院搶救后證實不治。由於其他兩名同伴無香港身份證明文件，警方以涉嫌「非法入境」拘捕二人。[133]
- 5月14日：78歲持有美國護照的香港居民梁成運涉嫌從事間諜活動案，江蘇省蘇州市中級人民法院裁定間諜罪成，判處無期徒刑，剝奪政治權利終身，並沒收個人財產50萬元人民幣。[134]特首李家超表示今次案件反映社會潛藏國家安全風險，要慎防一些潛伏的力量。[135]
- 5月15日：
  - 選舉事務處向立法會申請增設兩個首長級公務員常額職位，包括一個首席行政主任(PEO)和一個總系統經理(CSM)職位，出席會議的政制及內地事務局常任秘書長傅小慧和總選舉事務主任黃文超被多位議員批評浪費公帑。[136]
  - 香港迪士尼樂園度假區公布2022財政年度業績，連續8年虧損，入場人次按年升逾兩成。[137]
- 5月16日：廉政公署公布昨日拘捕23人，包括一隊球隊教練和11名球員，涉2022-2023年度於香港甲組足球聯賽中集體造假。消息指涉案球隊是愉園。[138]
- 5月17日：薪酬趨勢調查委員會公佈2023年《薪酬趨勢調查報告》，建議低級、中級和高級公務員分別加薪4.5%、4.65%和2.87%。[139]
- 5月18日：
  - 勞工處在下午1時50分首次發出工作暑熱警告，歷時兩小時。[140]
  - 政府計劃立法精簡地契續期手續，包括在地契到期前約三年，以刊憲形式宣告是否再續期50年。而目前約30萬張在1997年回歸前簽訂的地契將於2047年6月30日到期。[141]
- 5月20日：
  - 下午約4時30分，九龍城沙浦道富豪東方酒店對開一個拍攝場地工作平台突然意外塌下，造成8人受傷，其中1人昏迷。[142][143]
  - 晚上7時，一名54歲女子倒臥在元朗錦壆路行人路上，背及頸部有刀傷並且身體多處受傷，當場證實死亡。警方在現場附近檢獲一把染血電鋸、一把牛肉刀及一對手套，案件列作謀殺案。[144]
- 5月22日：醫務衞生局指，近期器官捐贈取消登記數字不尋常，過去5個月共有5785個取消申請，認為是有少數人意圖擾亂中央名冊的代表性及增加政府人員行政負擔，認為有關行徑極不負責任，並予以譴責。到5月23日，特首李家超表示會器官捐贈屬崇高理念，形容破壞系統者為恥辱，並譴責他們，要求警方調查當中有否涉及違法行為。[145]
- 5月23日：
  - 國泰航空解僱涉及歧視非英語乘客風波的三名空中服務員[146]。
  - 行會召集人葉劉淑儀及前運房局長張炳良指長者兩元乘車優惠為政府帶來龐大財政負擔。特首李家超出席行政會議前見記者時認為目前出現濫用情况，將會有更具阻嚇力的打擊，並加強執法。[147]
- 5月24日：
  - 房委會資助房屋小組委員會通過加強打擊濫用公屋政策，由原本住滿10年才要申報居住狀况，以及是否在本港持有住宅物業，收緊至每兩年申報一次。如市民濫用公屋，5年內不可再申請公屋，同時收緊子女加戶安排，若年長租戶戶籍內已有成年子女，不可再申請加入其他成年子女。房委會亦檢討屋邨扣分制，將亂拋垃圾、胡亂傾倒廢料等不當行為「加辣」扣分。
  - 2018年除夕，警方在紅磡截停一名20歲患有亞氏保加症的男子，搜屋後發現他藏有槍械及近900發彈藥等，被告由2019年1月還押至今。7人陪審團以大比數裁定被告「無牌管有槍械及彈藥」罪成，並裁定他管有當中 12 盒、不少於424枚的子彈，手槍及滅聲器則不屬定罪物件，被判監禁9年9個月。[148]
- 5月25日：
  - 香港再發生涉照顧者的倫常命案，屯門藍地綠怡居一名六旬漢企圖以膠袋笠頭殺害先天腦病39歲女兒，其後自殺。[149]
  - 6名中學生涉於2021年策劃在法院放置炸彈，被控《港區國安法》串謀恐怖活動罪。國安法指定法官李運騰宣判其中一名21歲青年囚5年8個月，3人判入教導所。另兩名被告則押後9月27日再訊。[150]
  - 東涌綫延綫舉行動工典禮[151]。
- 5月26日：長洲太平清醮飄色巡遊復辦，有飄色單位和當地居民指在《國安法》下，港府高官和政治人物的角色較以往少談及。[152]
- 5月27日：
  - 2006年3月成立的公民黨正式宣布清盤。[153]
  - 美國之音引述國際特赦組織報道，一名維吾爾族學生兩星期前從韓國抵達香港後失聯，他失聯前稱自己在機場遭中國警方審問，組織憂慮他被任意拘留，要求香港政府透露他的下落。[154]特區政府回應指，政府紀錄顯示該名維吾爾人士並沒有入境或曾被拒絕入境香港，強烈譴責國際特赦組織發表毫無根據、企圖抹黑特區政府的言論，並要求就不實言論道歉。而韓聯社報道，韓國大學的老師表示，阿布都雷赫正安全地在韓國，沒到香港，稱自己每天都有與阿布都雷赫聯絡，強調他「確實在韓國」。[155]到30日，國際特赦組織表示，Abuduwaili Abudureheman和國際特赦組織聯絡，表示他沒有來港。[156]
- 5月30日：
  - 日出康城一期首都的三房單位打穿一面主力牆改為房門，屋宇署向業主發出的命令，在30日內完成。同時負責人士包括業主、裝修工程設計師和施工承建商等。[157]
  - 政府公佈特首政策組專家組56名成員名單，當中包括「國師」鄭永年及地產家族成員等。[158]
  - 行政長官會同行政會議審議專營巴士加價申請，扣除隧道費基金後，5個巴士專營權獲批加價3.9%至7%，6月18日實施。[159]
  - 民政事務總署公布區議會改組方案公眾意見，逾2.5萬份意見書，超過99%意見支持方案，持反對意見的有10份。[160]
- 5月31日：政府擬立法強制23種職業，包括社福界、教育界及醫療界專業人士，工作期間必須舉報虐待或疏忽照顧兒童，如未有履行舉報責任，最高監禁3個月及罰款5萬元。[161]

### 6月
- 6月1日：
  - 香港有線電視的收費電視廣播服務牌照終止，結束近30年的服務。[162]
  - 公務員事務局局長楊何蓓茵宣布，政府今年起接納大學三年級或將升讀三年級的學生應徵公務員，包括政務主任、二級行政主任等。[163]
  - 有網民拍到屯門和田邨和喜樓27樓一單位疑遭雷劈中，而大廈外牆石屎簷篷角落位出現崩毀。[164]
  - 競爭事務委員會調查發現兩大網上外賣平台Foodpanda及Deliveroo對合作的餐廳施加某些要求可能違反《競爭條例》。[165]
- 6月2日：下午5時14分許[166]，兩名女子在九龍鑽石山荷里活廣場遭一名39歲男子以利刀襲擊，造成2死。警方將案件列謀殺案。[167]
- 6月3日：

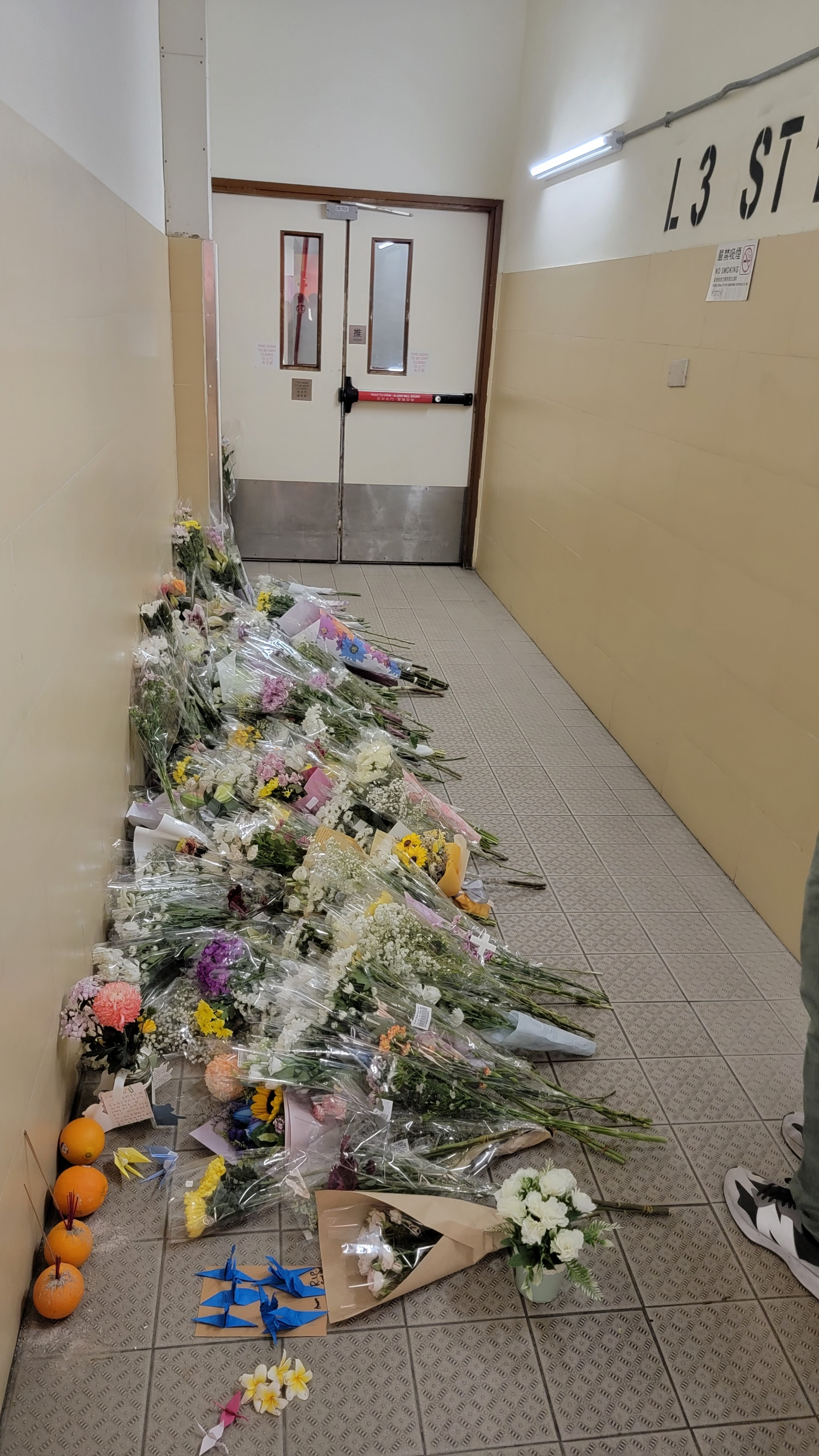
鑽石山荷里活廣場斬人案發生後一日，商場走火通道擺放了市民的獻花悼念死者

- - 鑽石山荷里活廣場斬人案發生後一日，行政長官李家超發表聲明，對事件感到難過，形容為「個別的個案」。而荷里活廣場有市民到案發現場獻花致哀，悼念死者。警方派出大批機動部隊警員在商場出入口及場內巡視，並截查市民。[168]
  - 六四事件34周年前夕，警方在銅鑼灣維多利亞公園和附近一帶派出大批警員戒備，到黃昏至晚上最少8人被警方帶走，並以「煽動意圖」罪或「在公眾地方擾亂秩序」罪拘捕。[169]

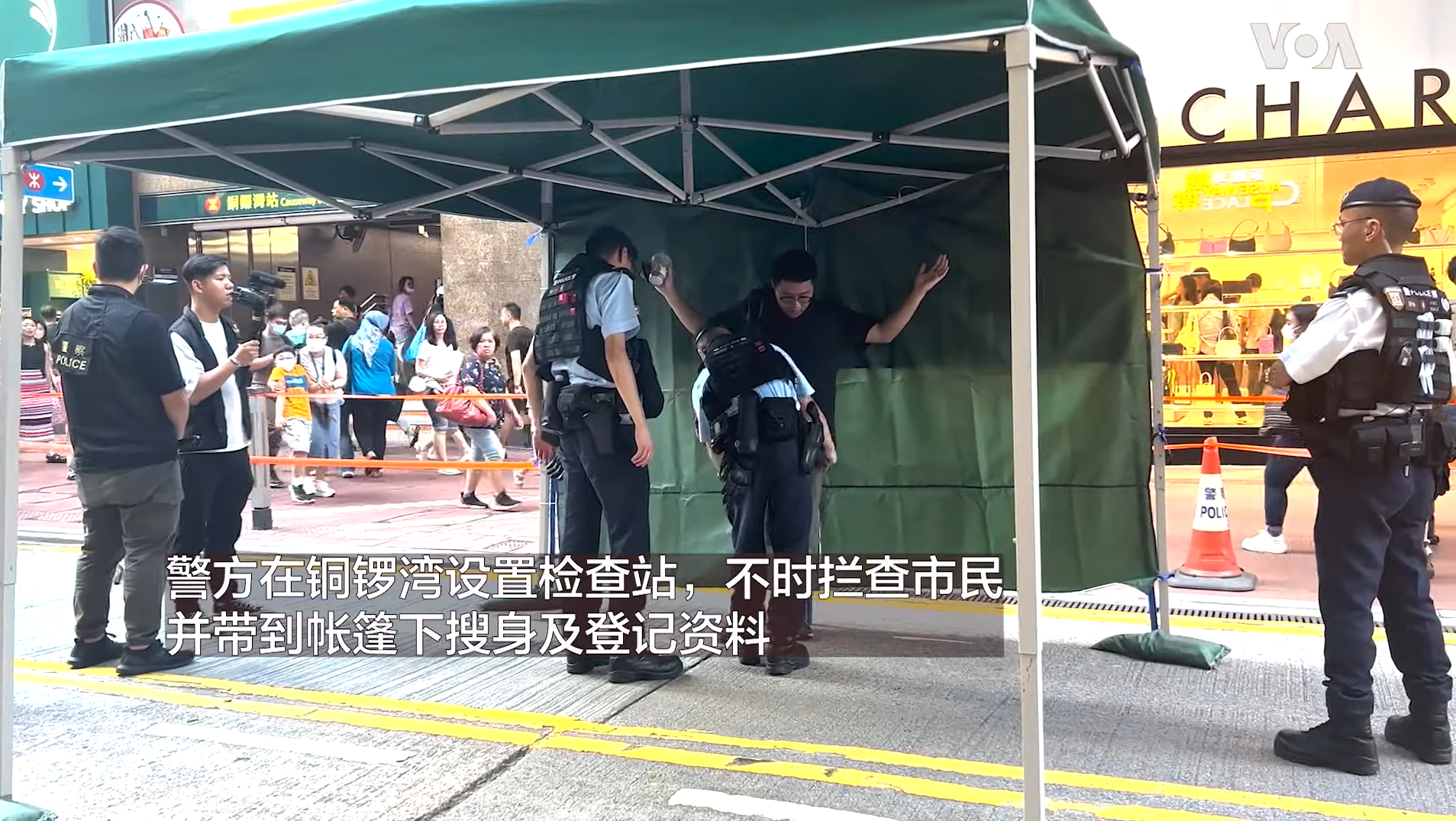
警方在銅鑼灣一帶設立檢查站截查身穿黑衣的市民

- 6月4日：是日為六四34周年，維園第四年沒有燭光集會。警方在銅鑼灣一帶、中聯辦和政府總部等部署5,000至6,000警力布防。其中崇光百貨外的軒尼詩道停泊8輛警車。社民連主席陳寶瑩和「王婆婆」王鳳瑤身穿黑衣，手持黃色紙花，被警員截查後帶上警車，香港記者協會前主席麥燕庭亦被在場警員帶走。有長者坐在路邊有亦被警員勸喻離開，更有市民上班路過維園時用手機拍了幾張照片被警員截查，並查看手機內的媒體及瀏覽的網站和訊息，之後獲放行。警方表示帶走24人，涉嫌破壞社會安寧。[170]
- 6月5日：
  - 深水埗桂林街115號一個唐樓單位發生倫常慘劇，3名女童被殺害。一名29歲印度籍母親被警方拘捕，懷疑她焗死3名2至5歲的親生女。[171]
  - 警方拘捕4名男子，年齡介乎19至47歲，懷疑不誠實取用電腦，涉及近日取消器官捐贈登記事件。「被登記」者包括官員、議員、藝人及一般市民和已去世人士。[172]
  - 港台《鏗鏘集》前編導蔡玉玲查車牌案上訴終審法院勝訴，撤銷定罪及罰款。法官認為下級法院推斷蔡作出虛假陳述，對她造成實質及嚴重不公。[173]

- 6月6日：
  - 律政司入稟高院申請禁制令，禁止公眾傳播《願榮光歸香港》，包括其旋律和歌詞。[174]
  - 警方國安處拘捕6人，年齡介乎33至64歲，涉串謀偽造及作出具煽動意圖作為。[175]
- 6月7日：
  - 政府提出打擊不合資格人士違規使用長者及殘疾人士2元乘車優惠計畫，運輸署本月內將聯同各公共交通營辦商展開全港性執法行動，違規個案會轉介警方調查及跟進，最高可被判處監禁。而港鐵亦於6月25日起增加違規罰款金額，重鐵罰款額由現時的500元提高至1000元；輕鐵及港鐵巴士由290元提高至370元。[176]
  - 啟德發展區2B區3號地盤公營房屋發展項目打樁工程期間，港鐵屯馬綫宋皇臺緊急出口其中一個監測點出現沉降紀錄，政府同日表示暫停有關緊急出口30米範圍內的打樁工程。運輸及物流局長林世雄未回應為何要偵測沉降兩日後才對外公布。[177]
- 6月9日：反修例運動爆發4周年。
- 6月10日：

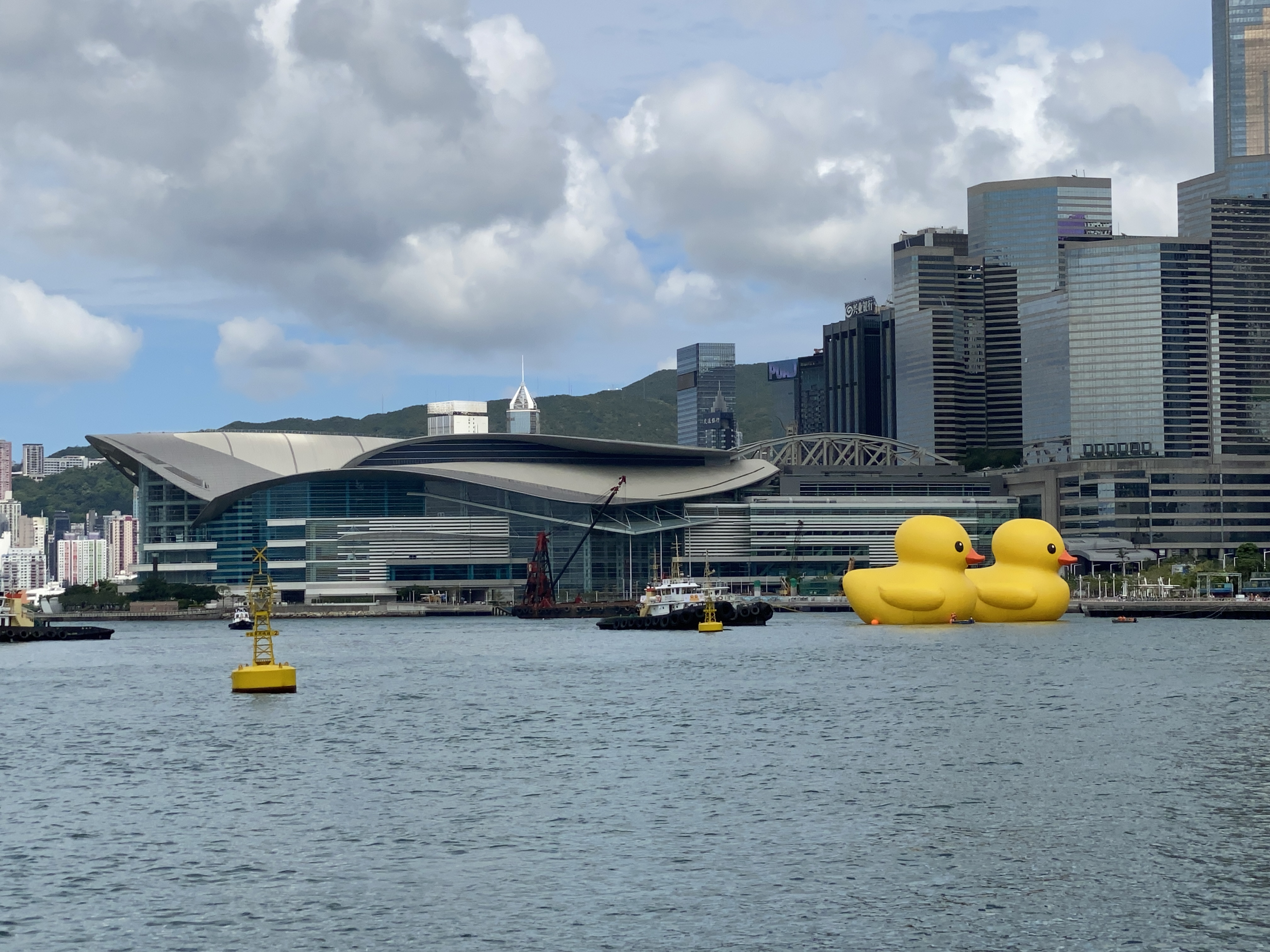
2023年6月，两只橡皮鴨在香港会议展览中心附近。

- - 兩隻巨型黃色橡皮鴨首日在維港海面與公衆見面，是時隔十年後重返香港展出。其中一隻橡皮鴨於中午一時許突然泄氣，整隻扁平浮在水面。主辦單位表示，該泄氣橡皮鴨皮因天氣炎熱氣壓上升而繃緊，決定放氣避免風險，并於當晚將泄氣橡皮鴨運回船廠修補。[178][179]
  - 中午，警方在公主道近紅磡警署截查一輛可疑「影子」私家車期間，私家車倒車再衝前，撞到警車。兩名警員多次口頭警告無效後開了兩槍，子彈打中車身，無人受傷。警方現場在車內檢獲共80包懷疑可卡因，並以涉嫌販毒、危駕和無牌駕駛拘捕25歲男司機。[180]
- 6月12日：
  - 凌晨，比亞迪在香港的4個陳列室及服務中心被連環淋紅油及撞閘，事件後陳列室需要暫停營業修復，只有天水圍服務中心繼續運作。警方將案件列作刑事毀壞及管有虛假文書。[181]
  - 律政司早前入稟高等法院申請禁制令，禁止公眾以任何方式傳播歌曲《願榮光歸香港》，高等法院開庭舉行指示聆訊，律政司一方強調禁制令是針對有意違令的人，「不是針對全世界」。法官陳嘉信下令押後至7月21日處理禁制令申請，並批准律政司透過發新聞稿及在灣仔分區警署張貼二維碼等方式，向違令者送達禁制令。[182]
  - 此前因炎熱天氣需放氣的一隻黃色巨型橡皮鴨，經充氣後再次在維港海面展出，與另一隻巨型橡皮鴨「重聚」。[183]
- 6月13日：
  - 政府公布建造業及運輸業輸入勞工計劃，其中建造業將引入最多1.2萬名勞工，運輸業將引入最多8,000名勞工。同時優化現有補充勞工計劃，容許26個非技術或低技術工種輸入外勞。[184]
  - 國安法官陳嘉信被揭在處理一宗涉及「黃道益活絡油」商標的訴訟頒判詞時，內容達98%是抄襲原告的陳詞，並裁定原告勝訴。被告不服上訴，上訴庭其後裁定被告上訴得直，終審法院首席法官及高等法院首席法官潘兆初已就抄襲一事對陳嘉信法官作出嚴肅訓誡。[185]
  - 政府公布私人參建居屋先導計劃「樂建居」，先推出東涌及柴灣土地公開招標，讓私人發展商興建資助出售房屋，兩幅土地合共可建2300個單位。[186]
  - 清晨五時許，一名47歲持雙程證男子在美國駐港澳總領事館外徘徊，並在大閘及外牆以白色漆油噴上簡體字「双标」及英文「hegemony」（霸權），職員發現後報警求助，警方到場截獲並以涉嫌刑事毁壞拘捕該名男子。[187]
  - 曾多次在香港街頭表演的日本音樂人Mr. Wally在機場的羈留所逗留一晚後，被入境處以「過去曾經在香港街頭演奏犯法」而拒入境。[188]
- 6月14日：
  - 政府在網上發出禁止傳播歌曲《願榮光歸香港》禁制令傳票同日，音樂平台iTunes已經無法搜尋，只餘下台語版本的《願榮光》可供搜尋及購買。而Spotify和KKBOX已經無法播放《願榮光》。而入稟狀附上32條YouTube影片，當中7條影片已下架。[189]
  - 威爾斯親王醫院發生嚴重醫療事故，一名不足28周的嬰兒嬰需注強心藥，但輸注管的活栓沒有開啓下，病情惡化而離世。[190]
  - 一名自閉症男生在2022年十一國慶在街頭拉扯國旗和區旗的旗杆，被裁定一項侮辱國旗及兩項侮辱區旗罪成，被判入更生中心。被告於裁判官宣判前掩面痛哭，之後被庭警羈押回囚禁室時候大叫「放開我」、「想見我媽咪」。[191]
- 6月16日：一名留日23歲女學生被控在個人社交媒體自2018年至2023年多次發布具煽動意圖的帖文及相片，《國安法》指定法官、主任裁判官羅德泉批准保釋，限不得離港，並施加須刪除和不得管有所有社交媒體程式並將有關帳戶交予警方檢查等條件。[192]
- 6月18日：
  - 西環山道麥當勞發生斬人案，38歲經理被入職數天的職員斬至滿身鮮血，警方隨後拘捕一名男職員，扣留於西區警署。[193]
  - 因天氣不穩及經營成本上升，巨型黃色橡皮鴨在完成維港海上巡游后結束展覽。[194]
  - 全港5間專營巴士加價，加幅由3.9%至7%不等。
- 6月20日：
  - 特首李家超公佈香港回歸26周年會有一系列活動，包括免費開放多項文娛設施和免費搭天星小輪及電車。同時指出過去七一曾有人破壞社會安寧和做違法行為，如果今年有人「騎劫」，以「製造不良氣氛或進行破壞性活動」，必定追究法律責任。民主黨主席羅健熙質疑官員事先警告市民，令社會瀰漫「肅殺氣氛」。[195]
  - 晚上八時許，一輛載客的士沿馬己仙峽道途至嘉慧園對開行駛時，懷疑失控衝落山坡。消防處出動高空拯救專隊進行營救，3名傷者均清醒救出。[196]
  - 香港仔魚市場有商戶涉嫌合謀定價而違反《競爭條例》，競爭事務委員聯同警方、入境處等部門巡查魚市場截查352人，無人被捕。[197]
- 6月21日：港鐵表示投放650億更新及保養鐵路，並研究提前收車或延遲開始服務。運輸及物流局長林世雄指公司提供更多資源作維修是合理，毋須揣測增加維修成本會否影響票價。[198]
- 6月23日：運輸署公布下周起將派人於全港巴士及小巴路線查票，打擊違規使用二元優惠，違規人士會轉交警方跟進調查或檢控。[199]
- 6月24日：凌晨，國泰一班準備飛往洛杉磯航班懷疑故障終止起飛，飛機返回停機位時輪胎懷疑過熱爆裂，導致18名旅客受傷，11人送院。[200][201]
- 6月25日：港鐵加價2.3%，乘客使用八達通搭本地車程最多加8毫。[202]
- 6月26日：
  - 香港大學「西高山校園重建計劃」被中科監察主席建築工程師潘焯鴻揭發興建期間出現石屎問題。[203]校方發聲明證實早在4月底已經發現相關問題，並向承建商精進建築發出4份現場備忘錄和一封警告信，但情況並無明顯改善。到6月初與承建商開會後已更換負責混凝土工序的團隊和監督。[204]
  - 運輸署為打擊濫用「2元乘車優惠」，派出3人小組在不同巴士、小巴和渡輪站查票。截至下午5時查核逾百班次，55人疑違規，查證後均未有違規。[205]
- 6月27日：沙中線項目紅磡站承建商禮頓建築違反《建築物條例》，禮頓透過律師代表認罪，判處罰款4萬元。[206]

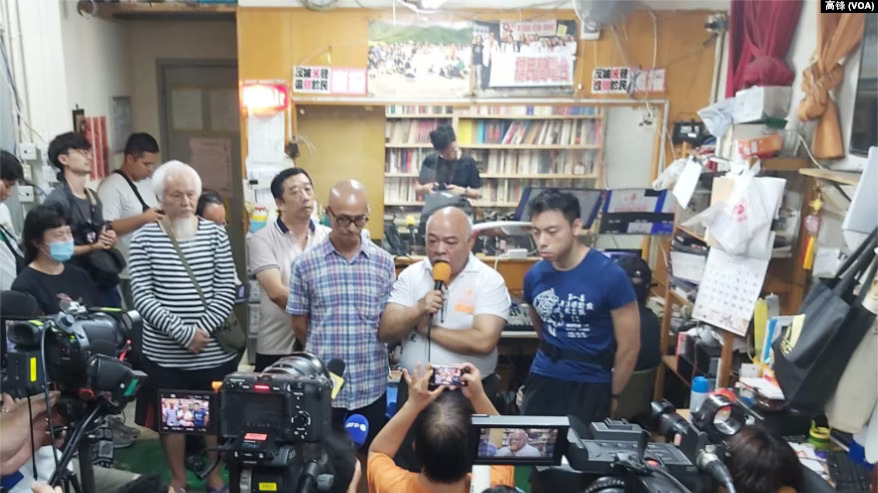
民間電台在2023年6月30日進行最後一次廣播，嘉賓包括次文化堂社長彭志銘

- 6月30日：由民主派人士曾健成创办，有18年历史的《民间电台》停止广播。[207]

### 7月
- 7月1日：

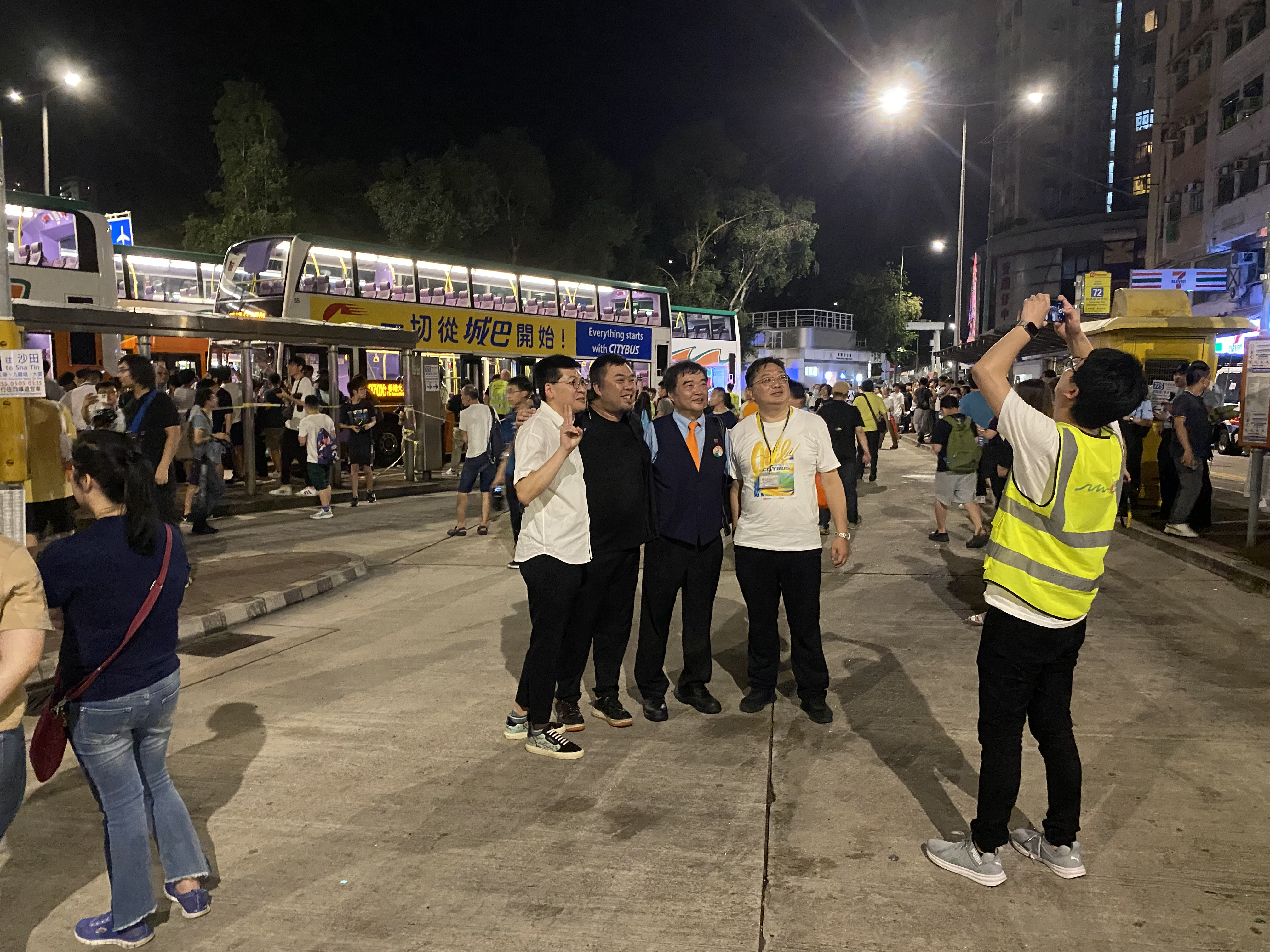
新巴及城巴的專營權合併入全新的城巴（市區及新界專營權），新巴員工在營運最後一日合照留念

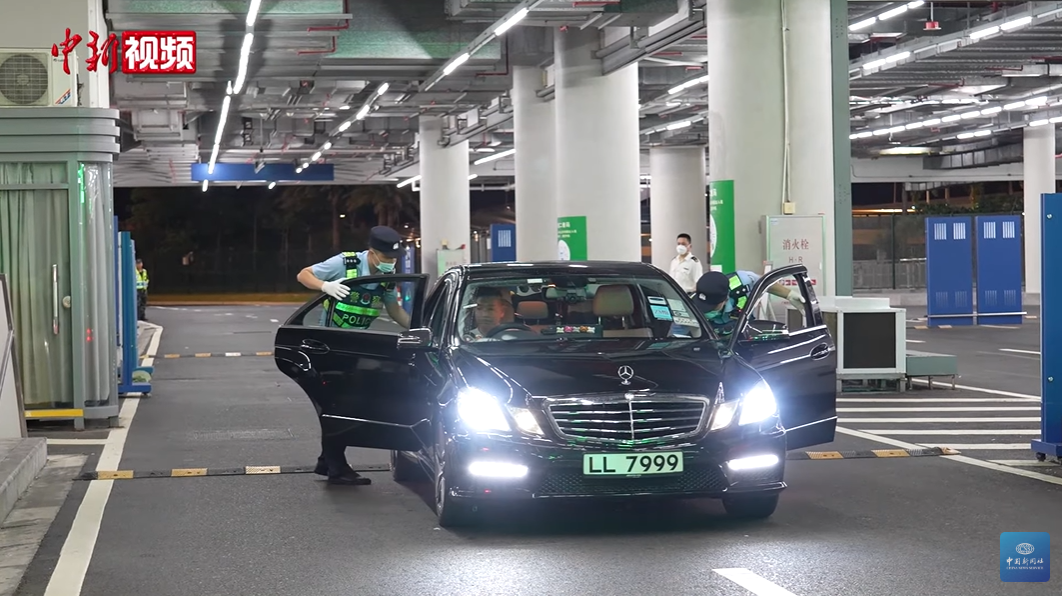
2023年7月1日零时，“港车北上”政策正式实施。一辆车牌号为LL7999的香港私家车通过查验后驶入珠海，成为首辆进入广东的香港单牌车。

  - 香港特別行政區成立26週年。警方在銅鑼灣一帶加強佈防，但無透露會出動多少警力。其中銅鑼灣崇光百貨外和維園有40-50名警員駐守，並截查記者及市民，一名87歲老人手持寫有「廢除國安法例、釋放政治囚犯」而被至少30位警員截查，之後派出兩名警員由銅鑼灣站護送他至油塘站。而網媒「蛋蛋俱樂部」記者對維園入場同鄉會「評頭品足」亦被關掉手機停止直播。[208]
  - 政府和商場和餐飲業界為慶回歸推出多項優惠，包括可免費乘搭輕鐵及港鐵巴士服務，電車和天星小輪等。而政府轄下的博物館（包括西九文化區M+），康文署設施和濕地公園亦免費開放。飲食業逾千食肆當日就指定菜式、餐飲或食品亦提供七一折優惠。[209]

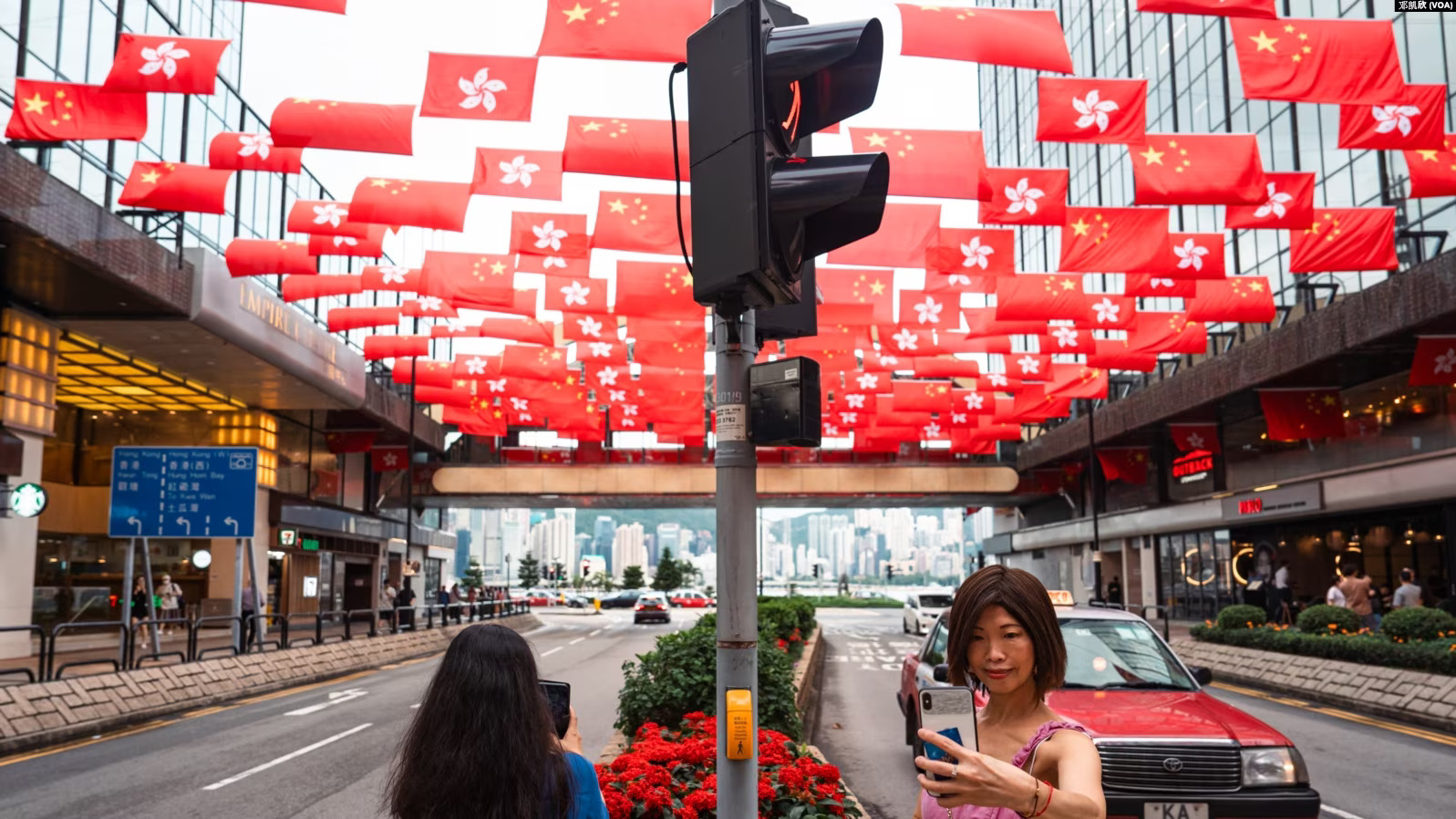
市民在尖沙咀中心對出的旗海拍照留念
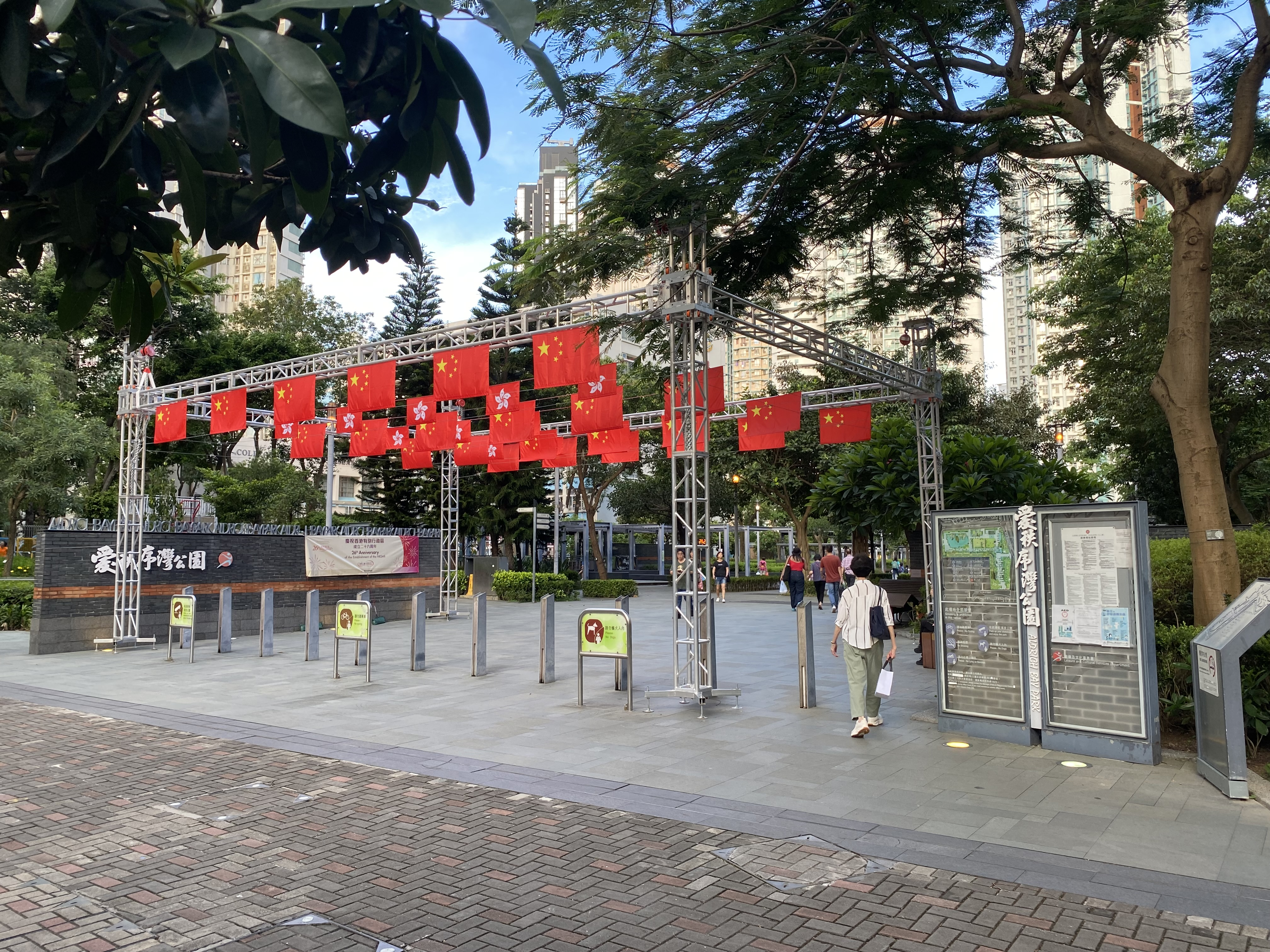
愛秩序灣公園懸掛了國旗和區旗
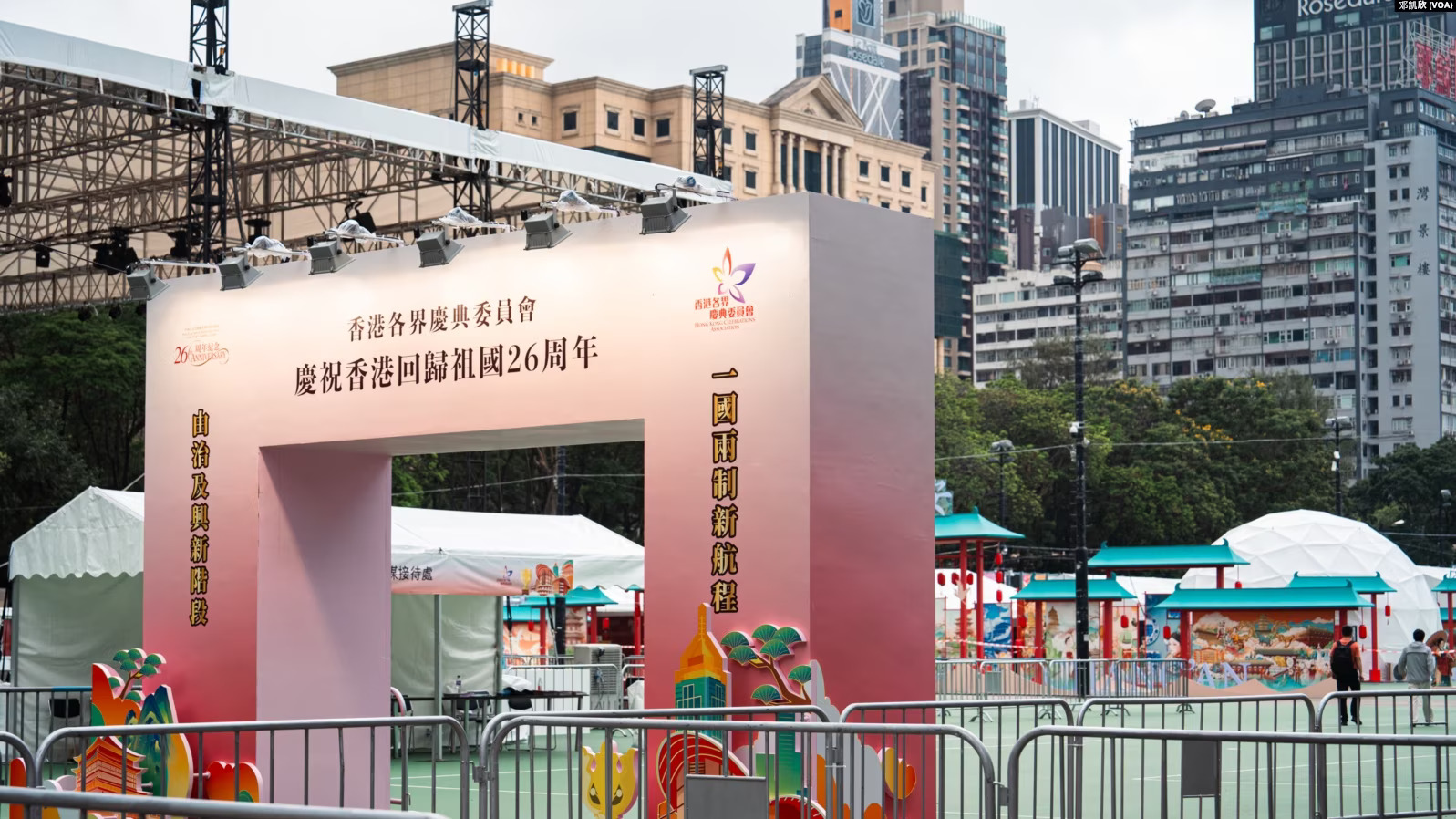
以往為民陣七一遊行起點的維多利亞公園，自6月30日一連三日舉行慶回歸活動

- - 新巴及城巴（香港島及過海路線專營權）的專營權合併入全新的城巴（市區及新界專營權），新專營權由該天起生效，為期十年，意味著新巴於當天結束25年的營運。[210]
  - “港车北上”计划正式实施，已获批香港单牌私家车可经港珠澳大桥珠海公路口岸往来香港与广东省。[211][212]
  - 港台電視35正式開播。
  - 下午5時許，廣深港高鐵西九龍站發生信號故障，導致北上列車服務停駛逾兩小時，南下車次亦受阻。而港鐵接近晚上7時半才公布信號故障，一度有乘客滯留離境大堂，直至晚上8時才陸續恢復，有乘客批評港鐵安排混亂。立法會議員田北辰了解到今次事故源於香港段信號系統軟件出問題，影響到內地列車「落唔到嚟」。[213]
  - 晚上9时许，旺角快富街發生傷人案，一對情侶分別背部和頭部受傷，在現場的一名男子懷疑施襲被捕，警方事後檢獲一把剪刀。[214]
- 7月2日：下午2時半，旺角道與通菜街交界有石屎墮下，碎片散布旺角道3條行車線，波及一輛貨車。貨車司機懷疑閃避時受傷，送往廣華醫院治理。警方則以涉嫌容許物體從高處墮下拘捕兩名男子。[215]
- 7月3日：
  - 食物環境衞生署轄下各區小販事務隊會按實際情況和需要，陸續使用隨身攝錄機。[216]
  - 香港警務處國家安全處宣佈懸紅100萬港元通緝袁弓夷、任建峰、郭鳳儀、郭榮鏗、許智峯、蒙兆達、劉祖廸及羅冠聰等八名流亡海外的香港民主派人士[217]。
  - 元朗朗屏站對開一列慶祝七一回歸的國旗及區旗被人破壞拆毀，之後棄置在明渠。警方7月4日在天水圍拘捕一名36歲男子，涉嫌刑事毀壞。[218]
- 7月5日：香港警務處國家安全處在葵涌高威工業中心拘捕4名26至28歲男子，包括香港眾志主席林朗彥，涉嫌串謀勾結外國勢力及串謀作出煽動意圖行為。據報是香港眾志解散後，成立「懲罰 Mee」社交平台及手機應用程式，串聯「黃店」牟利。警方表明會針對黃色經濟圈等軟對抗行為進行打擊行動，全面切斷「竄逃海外反中亂港分子」的資金鏈。[219]
- 7月6日：
  - 立法會三讀通過《2023年區議會修訂條例草案》，在出席的89人中，88票贊成、無人反對或棄權。這意味香港正式確認落實2023年香港區議會選舉改革方案。[220]
  - 尖沙咀麽地道22號一間錶行發生劫案，掠走8隻市值約380萬元的錶，警方追緝5名年約30至40歲匪徒。[221]
  - 警方國安處就涉嫌營運「Mee懲罰師」的案件，早上在機場再拘捕一名24歲男子，為前香港眾志常委朱恩浩。[222]
  - 康文署宣布將推出全新「收集圖書館館藏意見」渠道，讓市民就館藏更容易及方便向公共圖書館提出意見，以加強保障館藏的內容沒有意識不良內容，不會違反香港法律或危害國家安全。[223]
  - 香港記者協會最新《2022年度新聞自由指數調查報告》顯示，受訪新聞從業員及公眾對本港新聞自由評分為2013年度起有調查以來新低。[224]
- 7月7日：金管局宣佈放寬自用住宅物業的按揭成數上限，1,500萬以下住宅可承造七成按揭。[225]
- 7月8日：
  - 律政司就沙中線違規刑罰提出覆核，政府發言人同時指出，「對有不熟識檢控工作的人士，一再罔顧事實作出失實指控，並對獨立調查委員會作出無理攻擊，誤導公眾，政府必須直斥其非，以正視聽」。[226]
  - 一名45歲無業男子在下午1時許從朗豪坊商場13樓跨欄躍下，並壓毀8樓平台再反彈落4樓中庭位置，當時正舉辦一個盧瀚霆慈善應援展活動。救護員接報趕抵將唐送院，惜搶救不治，盧瀚霆慈善應援展活動因為發生墮樓案後暫停開放，直至另行通知。[227]
- 7月9日：深圳市口岸辦通報，文錦渡口岸入境行車通道出現地面沉降，需暫停口岸往內地方向客、貨車通關業務。受事件影響，往來上水至文錦渡的直通巴士、供港鮮活食品貨車以及部分跨境學童保姆車，要改經香園圍口岸前往內地。[228][229]
- 7月10日: 《2023年區議會修訂條例草案》最終版本正式刊憲。[230]
- 7月11日
  - 警方國安處帶走前眾志創黨主席羅冠聰父母及兄長3人問話，目前無拘捕任何人。[231]
  - 選舉事務處正式公佈及上載新區議會44區的分界圖。[232]
- 7月12日：
  - 立法會以不記名方式，三讀通過修訂《刑事訴訟程序條例》，高等法院原訟庭的無須答辯裁決及國安法指定法官的無罪裁決，增設機制容許控方上訴。[233]
  - 警方拘捕7名年齡介乎23至38歲的懲教人員，其中3人涉嫌在尖沙嘴美麗都大廈輪姦一名醉酒女子，其餘4人則在旁自慰，被捕人員包括一名懲教主任。[234]
  - 醫務衛生局公布推出控煙策略諮詢，包括增加煙草稅、禁止向2009年後出生者賣煙等、禁止邊行邊吸煙及擴大吸煙區等。[235]
  - 英國因香港國安處通緝及懸紅8名身處海外的社運人士而更新香港旅遊警示。而美國總統拜登亦維持對香港的「緊急狀態」。政府形容有關行為抹黑《港區國安法》和「別有用心，極其拙劣和不負責任」，對此強烈反對和譴責。[236]
- 7月13日：
  - 長實宣布早前由新加坡公司華瑞資本以207.66億港元購入，位於半山波老道豪宅21 BORRETT ROAD突然中止交易，並沒收買方已支付約20.77億元訂金。集團將按市況重新作出銷售安排。[237]
  - 警方國安處到前香港眾志常委林淳軒的住所搜查及問話，無作出拘捕行動。[238]
  - 白沙灣遊艇會帆船教練在西貢水域發現一條鯨魚在水中暢泳，場面罕見。香港海豚保育學會會長鄭家泰推測今次發現的鯨魚較大機會是布氏鯨。[239]
- 7月14日：石鼓洲焚化爐工地發生致命工業意外，一名30歲工人在一艘英泥船工作期間，上半身意外被夾困於一部製冰機內，消防將傷者救出後已傷重身亡。[240]
- 7月17日：
  - 風暴「泰利」吹襲香港，天文台發出今年本港首個8號風球，同時至少三度調整風球維持時間。政府收到55宗塌樹報告及確認兩宗水浸個案，9人於風暴期間受傷，需到急症室求診。
  - 通訊事務管理局發表諮詢文件，建議持平要求不適用於有關國民教育、國民身分認同和正確認識《港區國安法》的節目。而持牌電視或電台直接轉播「內地信譽良好的媒體」節目或頻道時，可「獲豁免遵守本地業務守則的規定」。公眾諮詢為期一個月。[241]
- 7月18日：
  - 香港電競選手林奇隆因參與亞運排名賽「亞運征途」使用「Eazy.D.L光復」名稱，被主辦方「亞洲電子體育聯合會」以遊戲名稱包含「敏感字眼」為由，取消他參與「亞運征途」資格，總會經審議後再懲罰他停賽3年。[242]
  - 中華人民共和國國務院發新聞稿，任命國安部副部長董經緯為中央駐港國安公署署長。
  - 警方國安處帶走前職工盟總幹事蒙兆達兄嫂及侄兒調查，未有拘捕。[243]

- 7月20日：
  - 一名27歲男子被指將張家朗在奧運頒獎片段中的中華人民共和國國歌，換上《願榮光歸香港》並發布至YouTube，裁判官屈麗雯判被告處禁3個月，為首宗經審訊後被定罪的「侮辱國歌罪」案件。[244]
  - 警方國安處再帶走4人調查，包括郭榮鏗父母兄嫂。其中郭榮臻在西區警署接受調查後，下午2時許離開警署。[245]
  - 香港男子冰球U18青年隊在曼谷對戰東道主泰國，雙方球員在比賽後握手時發生肢體衝突，更有隊員在衝突中摔倒，暫未知衝突原因。港協表示，已要求冰總在8月20日或之前就事件提交詳細報告。[246]
- 7月21日：元朗襲擊事件四周年，警方派出身穿戰術背心的大批機動部隊警員於港鐵元朗站一帶戒備，不時截查途經市民。一名中年女子被警員截查後，接受傳媒訪問期間展示一張寫有「堅持到底」標語被警員包圍，之後與另一名同行女子被帶上警車。警方表示截至晚上9時，於港鐵天水圍站，港鐵元朗站及元朗市中心一帶共拘捕8男2女，年齡介乎21至65歲，涉嫌公眾地方行為不檢，在公眾地方管有攻擊性武器，管有第一部毒藥，非法入境及欠交罰款而被通緝等罪行。[247]
- 7月22日：警方接獲廣華醫院職員報案，指一名12歲男童在急症室內徘徊，并告訴護士他被母親遺棄。據了解，該男童為「雙非」兒童，持本港身份證，父母為內地人。翌日，特首李家超直斥男童父母「非常不應該」，表示父母應愛護子女，有責任照子女及提供教育。同時指出，警方正研究遺棄兒童的法律責任，希望男童父母會領養回男童。[248][249]
- 7月23日：
  - 紅磡海底隧道上午5時起實施易通行。
  - 下午約3時半，慈雲山慈樂邨發生火警，火勢至下午4時許救熄。救援人員趕抵后發現4名女傷者，全部人均有燒傷，部分人亦有刀傷，均送往伊利沙伯醫院救治。消防認為起火原因有可疑。警方初步調查得知四名傷者是姊妹關係，因樓宇買賣事宜在單位內爭執，並以涉嫌傷人拘捕一名女子。[250]
- 7月24日：
  - 紅隧「易通行」首個工作天，《明報》記者實測發現，旺角經加士居道到紅隧入口的車程較以往長5至15分鐘；其中公主道車龍長度較上周長至少500米。[251]不過運輸署表示車龍情況與實施「易通行」前相若。[252]
  - 警方國安處先後帶走袁弓夷的女兒袁彌望及兒子袁彌昌助查，一度被檢走手機及電腦。容海恩表示若知道袁弓夷行蹤，必定向警方舉報。[253]
  - 城規會接納規劃署的建議，將粉嶺高爾夫球場北端約9.5公頃擬建屋用地，由「住宅（甲類）」地帶，暫時修訂為「未決定用途」地帶，容許土木工程拓展署重新檢視公營房屋的設計布局、樓宇高度和發展密度。餘下約22公頃的土地用途維持不變，按原建議劃為「其他指定用途」註明「保育暨康樂」地帶。[254]
- 7月26日：
  - 一名52歲「旁聽師」涉於2021年12月出席4宗反修例運動和國安法案件的法庭聆訊期間，身穿印有黃色雨傘圖案的黑色衞衣等到法院旁聽而與保安爭論等而干擾法庭程序，被律政司控告「藐視法庭」罪。法官陳健強判處被告監禁2個月但獲准緩刑2年，同時需在2個月內向律政司支付31萬訟費。[255]
- 7月27日：
  - 有約30年歷史的本地飲食集團Castelo Concepts清盤，宣布9間餐廳結業，包括堅尼地城的Jaspas、K Town Bar and Grill，以及西貢的Piccolos、Pepperonis和Jaspa's等。[256]
  - 一名63歲詠春拳館創辦人涉去年起於 Facebook 稱「香港根本不值得留戀，只是一個鬼地方」 及共產黨「將病毒散播全世界」等，被控「作出一項或多項具煽動意圖的作為」罪，被告還柙近一個月並承認控罪，判處監禁3個月。[257]
- 7月28日：
  - 律政司入稟高等法院申請禁制令，禁止傳播反修例運動歌曲《願榮光歸香港》，高院拒批臨時禁制令。
  - 《華盛頓郵報》引述三名知情的美國官員指，將拒絕特首李家超出席APEC。特首辦回應指，美國應切實履行東道主的基本責任，依照常規及一貫做法，邀請特首以中國香港領導人身分出席會議。[258]
  - 早上7時12分，中環律政中心西座有私家車撞向保安更亭，車上三名非華裔男子棄車逃去，警方同日拘捕一名23歲南亞裔男子，涉嫌危險駕駛。[259]
- 7月29日：撒瑪利亞防止自殺會發表2022年本港自殺死亡統計數據，為2007年以來的15年新高。當中60歲或以上長者自殺死亡數字打破1973年以來紀錄，有477宗。主席黃瀚之認為是與經濟及家庭壓力，加上移民潮令家庭聯繫減少有關。[260]
- 7月30日：
  - 有5間分校的教育中心翹英教育宣布全線結業。教育局表示並無收到結束營辦的通知。[261]
  - 九巴首批雙層電動巴士正式投入服務，並率先安排行駛213M線[262]。
- 7月31日：警方接報指在西貢牛尾洲以南海面發現鯨魚屍體，為7月13日出現的鯨魚。漁護署表示海洋公園將為鯨魚屍體作解剖檢驗，研究是否製作標本作科研和教育用途。[263]

### 8月
- 8月1日：
  - 警方展開全港的士司機「見疑即報」運動，透過推廣反恐犯罪資訊和鼓勵司機舉報涉恐涉暴和其他罪案的消息。同時透露今年3月發放首宗反恐賞金，獲賞金的舉報人是一名職業司機。[264]
  - 物業管理業發牌制度3年過渡期結束，所有物管公司及從業員必須根據《物業管理服務條例》持有物管牌照。[265]
  - 香港交易所修訂《上市規則》，不再要求發行人披露中國相關法律法規﹑政治結構和經濟環境﹑外匯管制及匯率風險，以及其他在中國開展業務的特定風險摘要。[266]
  - 開辦近27年，有5間分校的翹英教育(Brilliant Education)全線結業，海關拘捕50歲女負責人兼公司董事，涉嫌於預售課程時作出不當地接受付款的營業行為，違反《商品說明條例》。而截至8月2日中午12時，海關已接獲310宗舉報，涉款251萬港元。[267]
- 8月2日：
  - 政府零時零分收回西區海底隧道，三條過海隧道會實施「633」固定收費方案，私家車使用西隧減至60元，紅隧和東隧分別增至30元，的士劃一收25元。早上9時許，往港島方向收費廣場前車流明顯比上周增加。而紅隧塞車情况未有太大改善。但運輸署指紅隧車流跌4%。[268]
  - 保安局長鄧炳強於社交網站上載短片，形容「外部勢力」早在2003年的七一反23條遊行已經出現，並培植「本土反對派」，最後於2019年的反修例運動「推向顏色革命」。[269]
- 8月3日：
  - 印尼政府擬推行「印傭零收費」措施，要求本港僱主承擔印傭行政費等開支，涉及約4000至5000元。[270]
  - 警方國安處帶走三人調查，分別為袁弓夷其中一名前妻、持外國國籍的Yuen Stephanie Downs、兒子袁彌滿和女兒袁彌淑。[271]
  - 長實位於油塘的新盤親海駅II一個實用210方呎開放式單位開價290萬元，呎價13,810元，為近4年九龍新盤新低。[272]
- 8月7日：
  - 凌晨4時許，黃竹坑道東行爆水管需全線封閉，導致香港仔隧道開往市區的巴士及小巴均須改道而造成交通癱瘓，大批居民需要搭船到鴨脷洲轉乘港鐵。[273]
  - 西區海底隧道實施「易通行」不停車繳費系統首個工作天，由於早上香港仔黃竹坑道及中環灣仔繞道先後發生爆水管路陷，以及繁忙時間干諾道中天橋發生電單車與私家車相撞意外，導致西隧一度需要實施間歇性封閉，中西區、灣仔及香港仔一帶交通出現大擠塞。[274]
  - 律政司司長就高等法院拒絕就歌曲《願榮光歸香港》批出臨時禁制令提出上訴，並已向法庭呈交上訴許可申請。[275]
- 8月8日：
  - 旺角新興大廈11日內再冧石屎，擊穿九巴車頂，幸無人受傷。警方拘捕搭棚公司負責人。[276]
  - 香港紀律部隊代表團早前於加拿大溫尼伯參與世界警察和消防員運動會，其間遇上當地港人示威。港澳辦、中聯辦、特區政府及駐港國安公署先後譴責示威。其中政務司司長陳國基批評別有用心人士將國際體壇盛事政治化以及污名化。[277]
  - 海關關長何珮珊在《大公報》撰文，表示會嚴查「軟對抗」物品進入香港或輸往內地，以「切實維護政治安全」。[278]
  - 一名男子在YouTube稱會就2019年元朗襲擊事件襲擊案以「控方證人」身份指證白衣人，他稱7月29日被警方國安處上門要求他出庭指證林卓廷，否則控告他暴動罪。他亦表示自己的滙豐銀行戶口之後亦遭凍結。該男子表示目前已逃難至英國倫敦申請政治庇護。警方回覆《獨媒》指有關案件已進入司法程序，不作評論；匯豐發言人表示被凍結戶口的傳聞「內容並未經證實」，又指基於客戶保密原則，不便評論相關個案。[279]
- 8月10日：警方國安處今早拘捕10人，年齡介乎26歲至43歲，涉「串謀勾結外國或者境外勢力危害國家安全」罪及煽動暴動，疑串謀612基金支援撐制裁組織據了解為已停運的612人道支援基金，包括前職員葉寶琳、卓佳佳等，及2019年反修例運動時創立的組織「國難忠醫」。[280]
- 8月11日：廉政公署調查香港中文大學轄下一所醫學中心，懷疑有人在處理中心的撥款及運作過程中涉嫌貪污、公職人員行為失當及挪用公款，暫時未有人被拘捕。[281]
- 8月14日：港鐵推出高鐵「靈活行」安排，往來西九龍站及福田站的乘客，可於原來車次開出前的45分鐘，及開車後一小時，免費改乘同日指定車次，最多改票三次。[282]
- 8月15日：
  - 政府統計處發表香港人口臨時數字，2023年中約為749.8萬，較2022年增逾15萬，回升至接近2019年高峰水平，主要與不少港人疫情後返港，加上內地及海外人士經各項計劃來港有關。[283]
  - 免費報章《晴報》宣佈因應市場發展，將於9月15日出版最後一期實體版報章後，全面轉型為網上電子媒體。[284]
- 8月20日：兩名中年男子在北角因釣魚起爭執墮海，其中一名61歲男子死亡，警方將案件由誤殺改列為謀殺案，66歲男子暫控一項謀殺罪。[285]
- 8月22日：
  - 理大男生呂世瑜被指2020年在 TG 頻道煽動港獨及售武煽暴，因認罪減刑至 3 年 8 個月。不過《國安法》罪行的最低刑期所限，情節嚴重者須「處 5 年以上」，他不服刑罰提上訴，被上訴庭駁回，再上訴至終審法院亦敗訴，維持判囚 5 年。[286]
  - 一名20歲青年不滿兩個月內曾經遭警員截停3次，質疑任何人可疑就可截停之規定過於含糊。他入稟高院申請司法覆核，要求頒令《警隊條例》和《公安條例》的部分條文違憲，高院拒絕其申請。[287]
  - 警方國安處帶走郭鳳儀兩兄長調查。
  - 政府宣布8月24日起禁止日本10都縣水產品進口，市民買水產品手信回港不受管制，而代購屬商業行為則不被允許。環境及生態局長謝展寰表示無放寬時間表。[288]
- 8月23日：
  - 一位85歲譚姓婦人被發現倒卧慈正邨正旭樓15樓走廊，頭部和頸部有刀傷，送院后證實不治。警方到場後發現66歲周姓男子於單位內上吊身亡。案件列作自殺及謀殺案。[289]
  - 荃灣油柑頭「港人首次置業計劃」地皮流標，房屋局宣佈交由香港房屋協會興建該項目。[290]
- 8月24日：反修例運動歌曲《願榮光歸香港》禁制令案，律政司獲批上訴許可。[291]
- 8月25日：
  - 黃大仙民政事務專員（DO）黃智華獲黃大仙地區團體設500人，花費17萬元的晚宴歡送的事件引起建制及政府爭議。民青局長麥美娟希望地區人士日後「唔使破費，唔使客氣」。民政總署指晚宴不涉及任何公帑，與過往區內歡送民政專員晚宴規模相若。[292]
  - 日本開始排放福島核污水，韓國、香港、澳門及內地相繼出現「搶鹽潮」。超級市場貨架近乎清空。[293]
- 8月27日：
  - 推廣保護廣東話為宗旨的組織「港語學」，因主席陳樂行指近日警察國安處人員到他的家人住所搜查及問話，為保障其家人陳前成員安全，宣布停運解散。[294]
  - 2023年度香港小姐競選決賽，最終由15號選手莊子璇獲得冠軍[295]。
- 8月28日：觀塘駱駝漆大廈內的黃店「光榮米線」涉違契經營食肆而宣布結業，引起社會關注工廈無牌食肆問題。不過食環署指60個處所持食環署牌照，僅5間工廠食堂屬食肆，而當日提出9宗檢控。事件引起外界質疑當局選擇性執法。發展局長甯漢豪回應稱「違契就是違契」。香港中小企食店聯盟召集人林瑞華批評「以明朝法例懲罰清朝的人」。[296][297]
- 8月29日：
  - 警務處國家安全處於大埔區拘捕兩名年齡分別33歲和59歲的男子，涉嫌「串謀勾結外國或者境外勢力危害國家安全」及「串謀煽惑他人參與暴動」罪。警方指與612基金案有關。國安處亦曾到瑪麗醫院調查。[298]
  - 2017年鄧桂思肝衰竭死亡案，聯合醫院兩名主診醫生疑開漏抗病毒藥，召開死因研訊前各被控誤殺罪。控方申請撤回兩項控罪獲批，而聯合醫院表示會按既定程序跟進醫生原有職務。[299]
  - 香港政府成立「促進股票市場流動性專責小組」以全面檢視影響股票市場流動性的因素，主席為唐家成，成員包括摩根士丹利銀行亞洲行政總裁徐亦釗、南方東英資產管理總裁丁晨、馮婉眉、花旗銀行香港區金融市場主管林穎聰、立法會金融服務界議員及香港證券業協會主席李惟宏、恒生指數公司行政總裁巫婉雯、華泰金控行政總裁王磊、香港投資基金公會行政總裁黃王慈明及四名官方成員。[300][301]
- 8月30日：觀塘社區健康中心女廁發生持刀傷人案，一名年約80歲的女子送往聯合醫院後死亡，另一名52歲女子手部受傷，其後被捕，警方將案件列作謀殺。[302]
- 8月31日：
  - 歌手阮民安涉於社交平台煽動仇警和洗黑錢，被判處監禁26個月。[303]
  - 早上7時許，東涌翔東路一輛校巴與愉景灣雙層巴士發生相撞，意外中有34人受傷。警方拘捕65歲校巴司機，涉嫌危險駕駛引致他人身體受嚴重傷害。[304]
  - 下午2時許，一名中年男子在港鐵觀塘站往旺角方向月台墮下路軌，當場證實死亡。事件導致列車服務局部中斷約1小時。[305]
  - 太子站「831事件」發生四周年。警方稱網上有人不斷散播不實信息，意圖煽動他人於今日前後作出「軟對抗」或相應的實際行動，對此極度關注，並形容當日的事件“純屬子虛烏有”。呼籲市民切勿誤信網上煽動性謠言及參與違法活動，又指警方會果斷介入，嚴正執法。而太子和旺角一帶有大批機動部隊警員戒備，並截查市民。[306]

### 9月

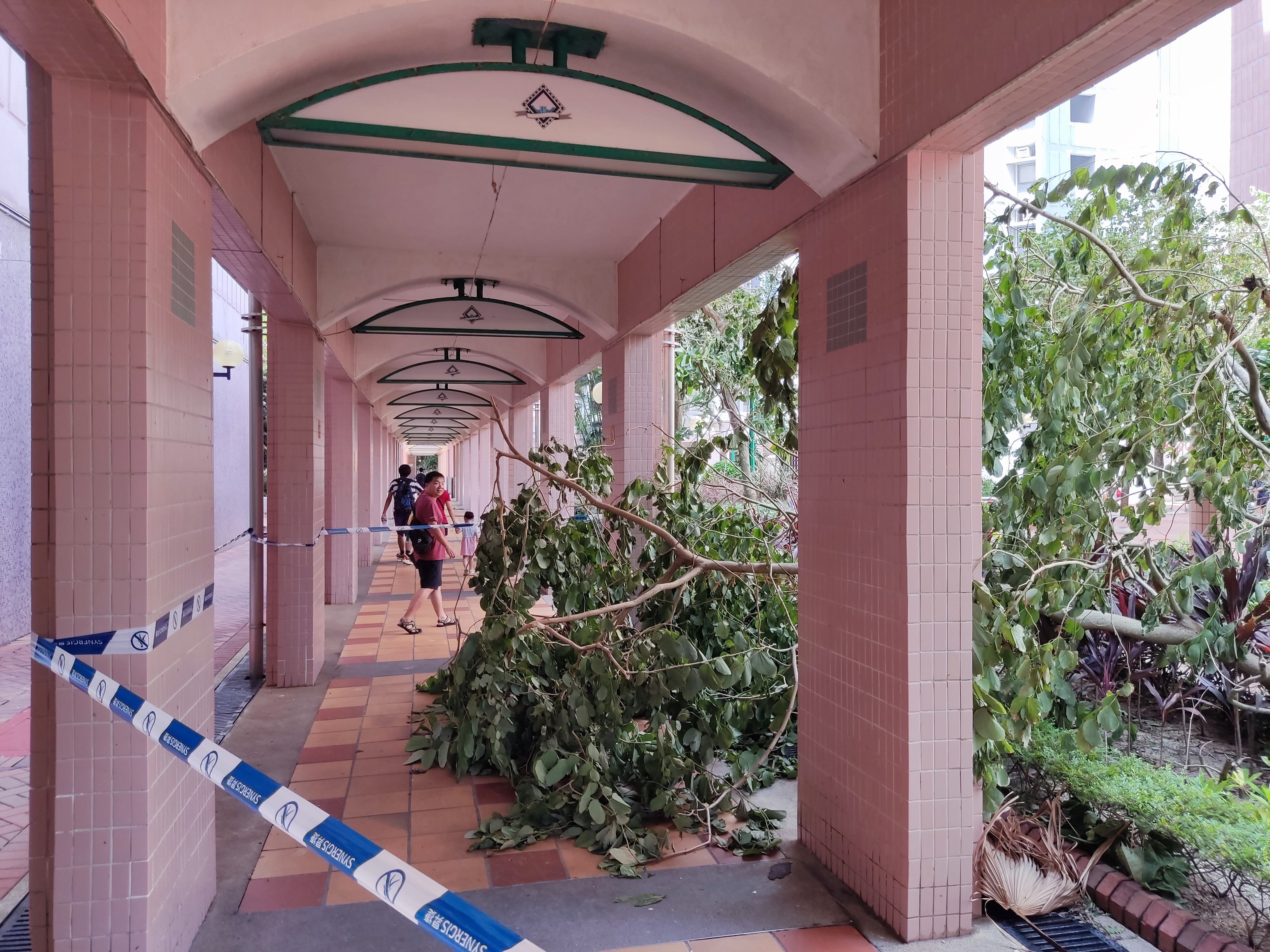
颱風蘇拉襲港後，多區出現塌樹

- 9月1日：颱風蘇拉正面襲港，天文台在晚上8時15分發出十號颶風信號。在傍晚6時，有巿民目擊李鄭屋邨孝廉樓天台十數塊太陽能板由高處飛墮，事件中無人受傷。吹襲期間，當局收到逾1500宗塌樹報告、21宗水浸個案、2宗山泥傾瀉報告、86人在風暴期間受傷。
- 9月4日：政府正式收回粉嶺高爾夫球場「舊場」32公頃土地，部份土地交給康文署用作公園用途。公園原定9月1日開放，不過受到颱風蘇拉影響而延期到9月4日才開放。公園開放首日，吸引不少市民到場「打卡」外，中午時分有20名自稱為「上水原居民」人士帶備高爾夫運動裝備「自發打波」，他們認為要考慮安置原居民打高爾夫球的問題，但結果被康文署職員阻止並引起爭執，最終擾釀半個多小時才自行離開。[307]
- 9月5日：「彩虹行動」成員、前民陣召集人岑子杰早前就香港法律不承認海外同性婚姻提司法覆核敗訴。他不服判決上訴至終審法院，獲裁定部分勝訴。終院5名法官裁定香港法律沒有提供任何替代途徑，在法律上承認同性伴侶關係屬違憲，有關命令暫緩兩年執行。至於岑另挑戰香港不承認同性婚姻，及不承認外地同性婚姻屬違憲，則被終院一致駁回。[308]
- 9月6日：
  - 大埔及葵涌4小時內揭發兩宗謀殺及自殺案。其中太和邨一名61歲被發現在亨和樓高處墮下死亡，警員到場後發現獨居的48歲外甥女亦死亡，身上有多處傷痕及被膠紙綑綁，估計舅父因外甥承繼租置公屋業權問題起爭執。而葵涌萬利工業大廈劏房發生旅行袋藏屍案，一名77歲的失蹤人口被藏屍在袋內。同日下午，警方亦收到一宗自殺案件，一名26歲男子從大窩口邨富靜樓的天台墮下，搶救後證實死亡。警方調查後發現，兩名死者同樣居住同一大廈劏房，為鄰居關係。[309]
  - 數碼港公布電腦系統遭第三方入侵，黑客在網站就資料索價約234萬港元。[310]
- 9月7日：清晨4時48分，九巴九龍灣車廠發生奪命交通意外。一名45歲車長於車廠天台倒車時懷疑撞倒49歲車長，巴士公司職員到早上7時23分才報案，傷者送院搶救不治。警方以涉嫌危險駕駛引致他人死亡、意外後沒有停車及意外後沒有報案拘捕車長。[311]

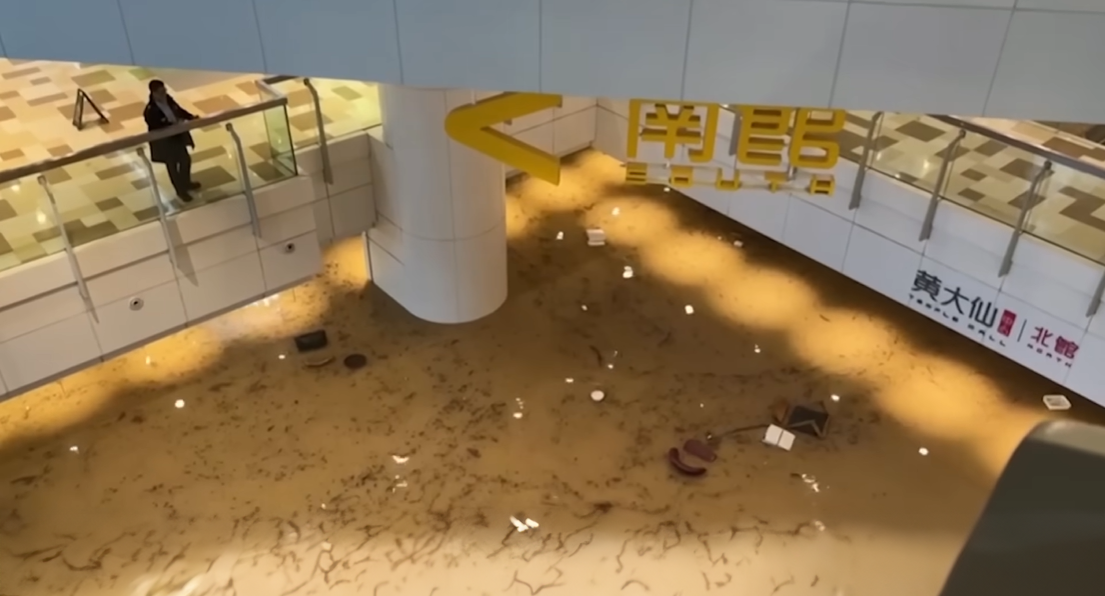
黃大仙中心北館LG層幾乎被淹沒

- 9月7日-9月8日：因颱風海葵殘餘雲帶影響，天文台發出兩年來的首個黑色暴雨警告信號。當晚11時至午夜12時，天文台錄得158.1毫米的一小時降雨量，創下自1884年有記錄以來的最高紀錄。另在深圳開水閘洩洪影響下，新界地區出現水浸。[312]政府也因此需要發出首個極端情況警示的工作安排。此外，港鐵黃大仙站更因遭遇大量雨水湧入車站及路軌而導致嚴重水浸，需暫時關閉，而黃大仙中心北館底層被水淹全層。[313]
- 9月9日：大潭紅山半島豪宅單位在暴雨下塌山坡後，被揭發有3個單位有僭建，並申請手令進入屋宇檢查。[314]
- 9月11日：
  - 香港繼續受到大雨影響，西貢一小時錄得逾100毫米雨量，將軍澳和觀塘多處發生水浸。其中將軍澳小夏威夷徑有大量黃泥水湧向下游將軍澳村。觀塘敬業街和翠屏河一帶早上亦水浸和出現氾濫。渠務處表示有八處水浸報告，強調與上周暴雨無關。[315]
  - 4名港大學生被指於2021年學生會評議會會議上，動議及支持七一刺警案疑兇梁健輝的議案，被控一項《國安法》下的「宣揚恐怖主義」罪。案件在區域法院開審，4 人於開審前承認交替控罪煽惑他人有意圖而傷人，宣揚恐怖主義罪則撤銷。法官謝沈智慧押後至周四求情，4人續准保釋。[316]
  - 4名涉及2019年反修例運動案的男子，包括10月1日在荃灣中槍的「健仔」曾志健，他們涉嫌沒有按照法庭指令歸押。其中涉及 10.1 荃灣暴動、24 歲男子馮清華早前承認暴動及妨礙司法公正兩罪，被判囚 4年。[317]
- 9月12日：

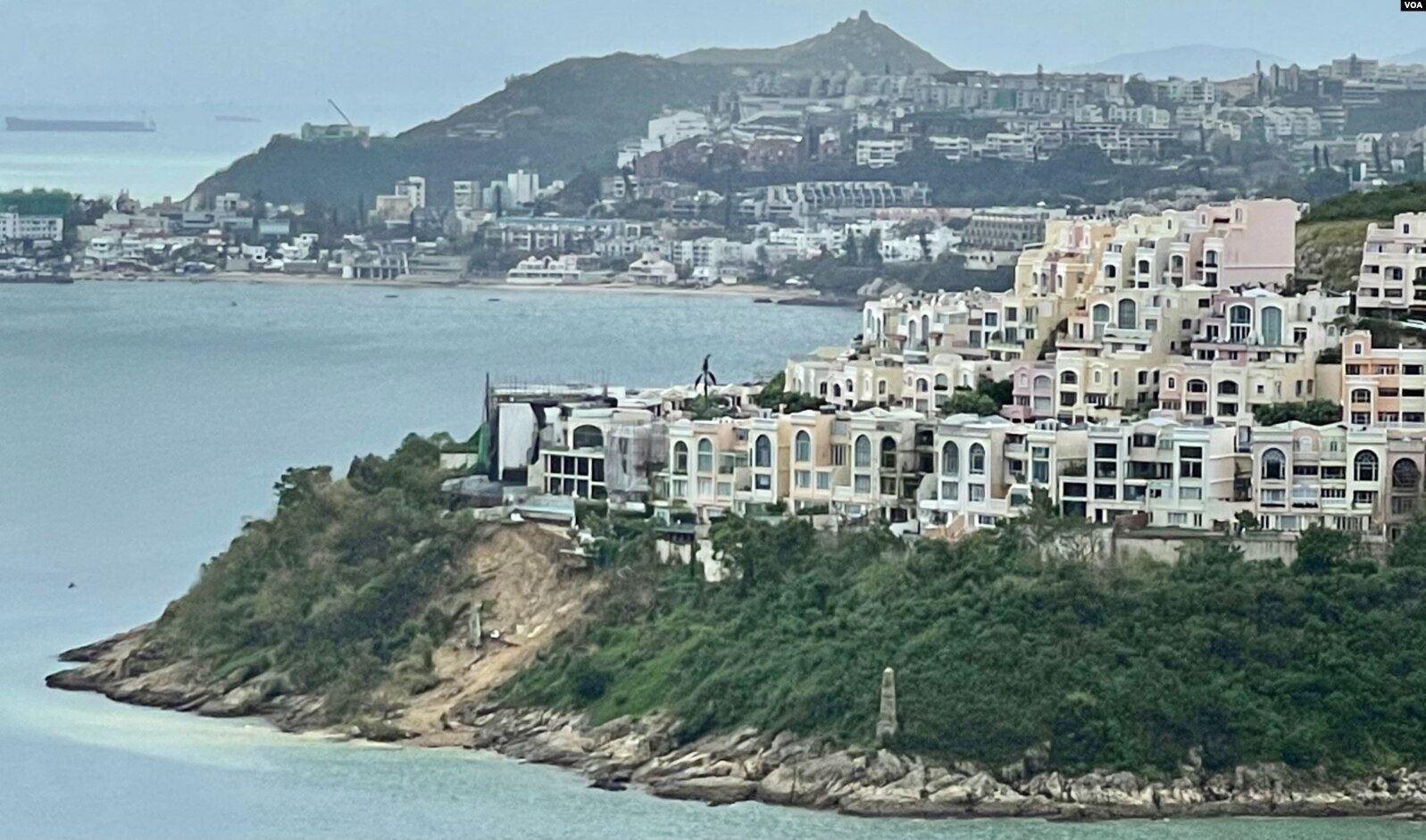
香港岛南区豪宅红山半岛独立屋向海山坡，世纪暴雨后发生大规模山泥倾泻，并揭发有僭建或霸占官地等违法行为

- - 數碼港早前電腦系統遭第三方入侵，黑客在網站就資料索價約234萬港元。因數碼港拒絕交贖金，黑客把數碼港的資料在暗網中外洩，當中涉及核數、商業機構、政府文件、員工等大量個人及商業資料。[318][319]
  - 地政總署證實紅山半島涉塌坡3間獨立屋（70、72及74號屋）均佔用官地。
  - 消息指警方國安處帶走許智峯岳父岳母等三人協助調查。[320]
- 9月14日：
  - 早上，天文台一度發出紅色暴雨警告信號期間，尖沙咀金巴利道有26米高的起重機吊臂於工程期間突然倒塌，壓毀對面諾士佛臺地下酒吧的簷篷以及該大廈部分的平台花園，無人受傷。[321]
  - 政府舉辦「香港夜繽紛」啟動體，將推出4大主題的活動。而港鐵會推出晚間車票優惠，多個發展商旗下的商場亦推出晚間消費時段優惠。[322]
- 9月15日：虛擬貨幣平台「綠石數字資產平台」（JPEX）疑於香港違法宣傳及經營，被證監會點名稱平台為「無牌」並轉介至警方商罪科處理。[323]
- 9月18日：

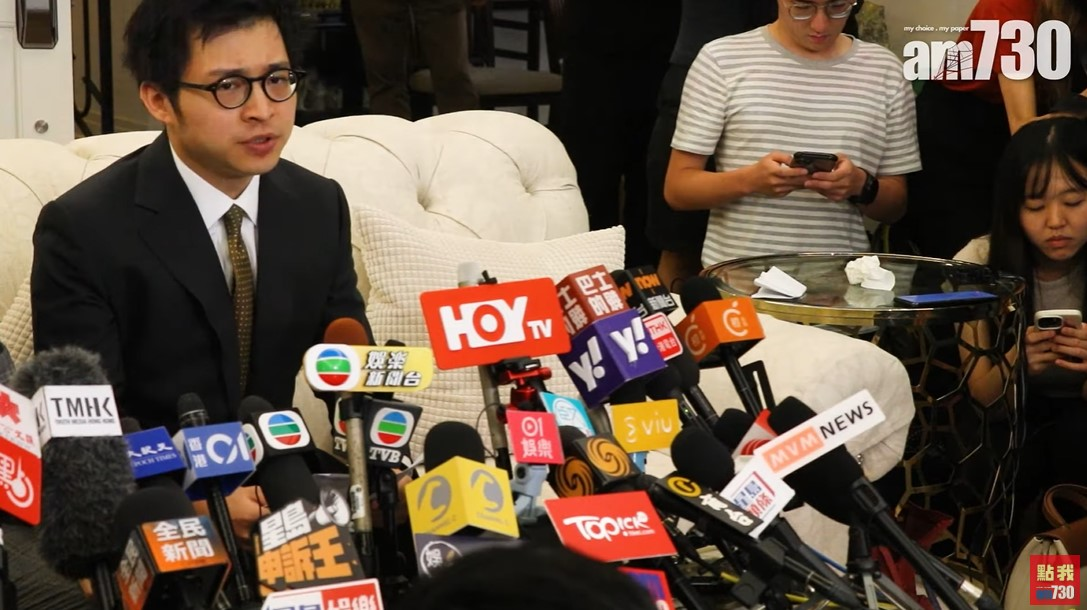
虛擬資產交易平台「綠石數字資產平台」（JPEX）被證監會點名稱沒獲發牌後，林作一度被扣留調查，保釋後召開記者會

- - 虛擬資產交易平台「綠石數字資產平台」（JPEX）被證監會點名稱沒獲發牌後，網紅林作，陳怡和另外三男一女，涉嫌「串謀詐騙」被扣留調查。警方指截至擔任下午2時，接獲1408人就相關事件報案，涉及的金額約10億元。[324]
  - 警方國安處於紅磡區拘捕一名46歲男子，被指在連登討論區發佈49篇針對中共中央總書記習近平、中國共產黨及中央政府的帖文和煽動暴力，涉嫌違反香港法例第200章《刑事罪行條例》「作出具煽動意圖的作為」罪。[325]
  - 中環美利道2號The Henderson商廈地盤發生工業意外，工作平台從28樓升降機槽墮下，造成兩名工人受傷，其中一人被救出時清醒骨折。[326]
- 9月21日：
  - 消費者委員會電腦系統被黑客入侵，消息指黑客勒索金額達6位數字，而部份投訴人及《選擇》月刊訂戶的資料或遭外洩。[327]
- 9月22日：
  - 秀茂坪邨秀慧樓發生雙屍案，一名保安發現一單位傳出惡臭後報警求助。警方和消防人員到場入屋後發現兩名男子倒斃屋內。據了解兩名分別55歲及53歲的死者為一對兄弟，一直與其母親居住於上址。消息指，兩名死者天生有智力問題，而母親因病入院，家中的雪櫃亦沒有任何食物。[328]
  - 九龍塘私立幼稚園「根德園幼稚園」宣布受到職員退休潮和移民潮影響，決定將於3年後停辦。[329]
- 9月24日：港鐵商場圓方在西九文化區的冷氣系統發生奪命工業意外，2名60多歲的水喉工人在地底進行海水冷卻喉管更換工程期間，懷疑吸入沼氣被發現暈倒，經送院搶救後不治。有親屬批評徹夜聯絡不果，要去地盤看才知道出事。警方初步調查發現工程經理未完成安全評估便離開現場。[330]
- 9月27日：凌晨2時許，北角英皇道153號英皇大廈劏房發生火警，兩女一男疑吸入濃煙昏迷送院並先後不治。[331]
- 9月28日：
  - 啟德AIRSIDE大型商場正式開幕。
  - 雨傘革命9周年。

### 10月
- 10月1日：
  - 國慶煙花匯演事隔5年再次復辦，吸引43萬人觀賞。
  - 香港南丫海難11周年，「女長毛」雷玉蓮帶同白色鮮花及祭品到中環往南丫島的4號碼頭附近悼念海難39名死者。期間有大批便衣警員在附近戒備。[332]
  - 十一國慶日，一名男子在銅鑼灣崇光百貨門外「獻花」被便衣警員按地制服後被捕，涉嫌「在公眾地方行為不檢」及「阻礙警務人員執行職務」，據悉是2016年旺角騷亂中被判入獄的「美國隊長」容偉業。[333]
  - 香港足球代表隊在杭州亞運1：0擊敗伊朗隊，首度晉身亞運4強。[334]
- 10月2日：香港大學被揭發校內管理層出現嚴重內部紛爭。據悉校長張翔向校委會發律師信，稱特別會議議程涉及對他極嚴重指控，為保障自己受公平對待，要求會議延期。[335]
- 10月4日：
  - 政府總部發生傷人案。一名有自閉症紀錄的17歲少年在政總東翼天橋入口疑持生果刀向人襲擊，之後曾企圖𠝹頸。[336]現場 2 名保安員手腳受傷，清醒送瑪麗醫院；施襲少年亦受傷被捕。案發現場今日亦有一張工聯會單張，警方稱調查後相信與案件無關。[337]
  - 早上9時34分，港鐵元朗站有兩列輕鐵列車相撞，導致3名女乘客（46至76歲）受輕傷。港鐵初步不排除事故涉及人為因素。[338]
- 10月8日：颱風小犬襲港期間，天文台只提早15分鐘預警下改掛9號風球，導致大批市民無法登上交通工具，其中港鐵露天路段在九號風球期間暫停服務下，導致紅磡站、葵芳站、荃灣站和大圍站等有大批市民在港鐵站內滯留，引起不滿。[339]而香港國際機場有大批抵港旅客要排長龍等的士，平均用3小時才能離開機場。[340]香港多個水浸重災區，包括杏花邨、柴灣及大澳等地區繼續有水浸。但渠務署表示沒有接獲嚴重水浸報告。[341]
- 10月10日：油麻地渡華路消防處西九龍救援訓練中心，屬於精進建築的地盤發生奪命工業意外，一名56歲男工人進行電纜工程期間由4米高的位置墮地，送往醫院搶救後最後不治。據了解死者被發現時身上繫有安全帶，但沒有戴頭盔。[342]
- 10月11日：失蹤七日的17嵗拔萃男書院學生曾憲哲在馬鞍山郊野公園附近被救援人員尋回，并由政府飛行服務隊直升機送往東區醫院治理，曾憲哲母親稱「相信呢個係一個神蹟」。今次救援行動，消防處透過無人機拍攝過萬張照片，同時利用人工智能即時分析曾憲哲出現的蹤跡。[343][344]
- 10月13日：有20名透過英國的永明金融中介申請取回強積金（MPF），並持有BNO簽證的香港人，暑假回港期間被廉政公署拘捕。廉政公署證實早前曾經採取執法行動，搗破一個貪污犯罪集團，涉嫌透過貪污及欺詐手段，協助強制性公積金計劃成員使用虛假證明文件及法定聲明，訛稱移居內地而而永久離開香港，申請提早提取強積金。[345]
- 10月15日：玫瑰崗中學因辦學團體道明會放棄辦學權面臨殺校，學生曾經拍片向特首李家超求救，但片段全面在多個社交平台下架，有教師質疑局方施壓。教育局表示，任何影響學生的學習和身心發展的舉動必須立刻制止。[346]
- 10月16日：警方國安處於屯門區拘捕一名57歲男子，涉多次透過不同社交平台持續發布具有煽動意圖的訊息，內容包括煽動他人引起對中央及香港特區政府憎恨、鼓吹「港獨」、要求制裁政府官員及煽動使用暴力等。[347]
- 10月17日：
  - 香港一日內發生兩宗學童墮樓事件，上午7時許，一名12歲菲籍女童因學業問題不開心，在觀塘嘉樂街47號從高處墮下，其後被證實死亡。下午1時許，一名12歲中一男生從何文田培正中學高處墮下，經搶救證實不治。[348][349]
  - 兩名同性配偶欲以家庭成員身分，分別申請公屋及入住居屋，均被房委會拒絕，早前提出司法覆核被裁定勝訴。房委會不服兩案判決提上訴均被上訴庭駁回，維持原審判決。[350]
  - 一名21歲青年被指於6月FIVB世界女排聯賽香港站賽前奏放中國國歌期間，據悉不站立及唱起其他歌曲，被控一項侮辱國歌罪。[351]
  - 油尖旺前區議員朱江瑋，涉嫌未經註冊而推銷強積金計劃，違反強積金條例而被捕。[352]
- 10月18日：
  - 發展局拒絕「精進建築工程有限公司」的續牌申請，下月16日起其由一般建築承建商名冊除名。至於曾涉及安達臣道塌天秤意外及油麻地電工墮斃的「精進建築有限公司」，被沒有被拒絕續牌。發展局長甯漢豪否認「放生」。[353]
  - 2019年10月1日曾志健中槍事件，曾志健涉暴動罪及潛逃，被判處監禁47個月，法官形容抑鬱症、槍傷非減刑因素。[354]
  - 兩名中年女子串謀偽造近百張新冠疫苗接種紀錄、核酸檢測陰性證明等，分別判囚36個月和28個月。[355]
- 10月22日：
  - 香港單車節發生連環單車相撞意外，造成13人受傷，其中一人情況嚴重。[356]
  - 隨地吐痰、亂拋垃圾、未經准許而展示招貼或海報等7項罪行的定額罰款由1500元增至3000元，店舖阻街及非法棄置建築物等由1500元升至6000元。而法庭判處最高罰款由5000元增至1萬元。食環署首天暫發2宗票控。[357]
- 10月24日：

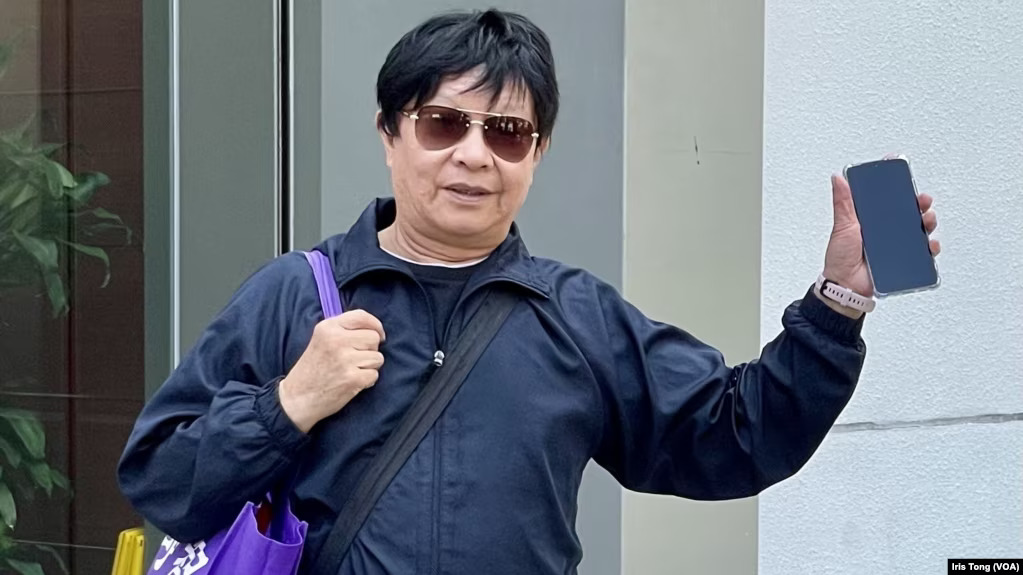
李解新被指街头演奏《愿荣光归香港》，被法庭裁定7项无牌演奏等传票控罪成立，判處監禁30日

- - 曾因以二胡演奏《願榮光》被票控無牌演奏，最終獲裁無罪的六旬翁，被指於 2021 至 2022 年期間，在大圍、旺角及中環無牌演奏及籌款，共被票控 7 罪。他否認傳票控罪受審，之後被裁定罪成，判處監禁30日，獲准保釋候上訴。到10月30日決定放棄上訴即時服刑，法官批評被告一直沒有悔意，更提出公約抗辯，又表示死在監獄也無所謂。[358][359]
  - 遺產條例排除同志配偶被裁違憲，政府提出上訴被駁回。[360]
- 10月25日：政府發表2023年度施政報告，包括向新生嬰發放2萬元獎金，為樓市「減辣」、開放越南人才簽證、投資移民和落實十四五規劃下「八大中心」定位。報告同時獨立專章聚焦國家安全、愛國主義教育。
- 10月26日：
  - 警方國安處拘捕還柙鄒家成及兩名律師，涉嫌在荔枝角收押所帶走一封投訴信。[361]
  - 聖言中學一名14歲男學生在午膳時間被人發現倒臥地上，救護員接報到場後證實死亡。[362]
- 10月27日：
  - 晚上近7時，元朗屏山坑尾村輕鐵站有兩輛輕鐵相撞，造成至少24人受傷。涉事列車為761P線及751線，事後被拖至洪水橋緊急月台。而車長被港鐵停職調查。此事故已經是輕鐵3個月內發生第3次意外。[363]
  - 台灣多間媒體報道「台灣高等教育展2023」，香港官方要求台灣公立大學不能以「國立」頭銜參展，最後有19間大學退展。教育局稱「沒有參與有關活動的籌辦工作，也沒有聯絡相關機構」。[364]而香港01更發現宣傳單張寫有「僑生」、「教育部」、「全國」、「中華民國」、「外籍生」及「國家」等字均被塗黑，展覽亦只有少量人參觀。政府發言人回覆稱不評論個別個案。[365]
- 10月28日：研究六四事件的中文大學歷史系副教授何曉清接獲入境處通知，工作簽證延長逗留期限申請不獲批，更接獲校方「即時解僱」。政府在深夜發表聲明，不點名就一宗簽證申請形容為“不評論個別個案，申請人必須符合一般入境規定，包括入境不會對本港構成保安或刑事問題”。[366]
- 10月29日：港鐵東鐵線在一日內發生2宗墮軌事件，中午一名67歲男子在粉嶺站跳軌，在現場被證實死亡。[367]到下午，一名就讀城市大學的20歲印度裔女子在九龍塘站墮軌，送院搶救後不治。據報有抑鬱症紀錄。[368]
- 10月30日：
  - 香港大學學生會評議會4名成員涉致謝梁健輝案，各被告承認煽惑傷警，區院法官謝沈智慧判處4人監禁兩年，並指他們共同犯案，屬「濫用權力、公器私用」，「令社會撕裂和仇警重現」。[369]
  - 立法會前議員林卓廷與另外6人，涉嫌在2019年「721事件」參與暴動，法官指有網媒上載現場閉路電視片段，或會導致證人曝露身分，要求警方調查。[370]
  - 區議會選舉提名期結束，共接獲400份提名表格。非建制政黨無法取得足夠三會成員提名入閘參選。[371]

### 11月
- 11月1日：《2023年香港中文大學（修訂）條例草案》於立法會三讀通過。根據修例草案，中大校董會人數將由55人減至34人，校董會校外與校內成員比例由1：1改為約2：1。[372][373]
- 11月3日：「解決劏房問題」工作組舉行首次會議，討論整體工作方向、工作計劃及安排。[374][375]
- 11月6日：香港金融管理局舉辦第2屆國際金融領袖投資峰會，約300名金融界人士出席。[376]
- 11月10日：東涌東站第一期物業發展項目流標，為2023年以來第6幅流標地皮，且為2013年2月以來首次有港鐵發展項目沒有任何發展商提交有效標書。[377]
- 11月11日：國際汽車聯盟於中環海濱舉行世界場地越野車錦標賽中國香港站賽事。因工程延誤，賽道由1,225米縮短至約800米且直線賽道被取消，開賽時間亦由上午8時10分延後至中午12時。[378]
- 11月14日：競爭事務委員會入稟競爭事務審裁處，控告美聯及五名人士（黃靜怡、布少明、李頌賢、張子存和馬泰陽）與競爭對手中原協議收取最低2%佣金。中原因向競爭事務委員會舉報並提供資料協助調查而不獲控告。[379][380]
- 11月15日：港鐵將軍澳綫一天內發生兩宗事故，下午2時許，因將軍澳綫鰂魚涌站附近路段受積水影響，來往北角站至調景嶺站的列車服務一度暫停，直至約下午3時半才逐步回復正常。然而在下午6時30分，一列駛往北角的列車到達坑口站時未有如常停下，反而全速駛過，約有200名乘客受影響。[381]
- 11月16日：嶺南大學畢業典禮當天發生學生自殺案，一名17歲男學生在校內宿舍範圍墮樓身亡，多名校方高層到場了解。[382]
- 11月17日：《2023年印花稅（修訂）（證券轉讓）條例》生效，股票交易印花稅由0.13%下調至0.1%。[383]
- 11月20日：
  - 香港考試及評核局公佈「全港性系統評估」結果，顯示小學三年級、小學六年級和中學三年級學生於中文科、英文科和數學科的達標率均較2019年下降。[384]
  - 香港迪士尼樂園園區魔雪奇緣世界開幕。
- 11月27日：電視廣播有限公司發出公告，表示將向香港通訊事務管理局提出合併J2台和財經體育資訊台，以及合併網上購物平台「士多」和「鄰住買」。[385]
- 11月28日：
  - 行政長官會同行政會議批准中華電力和香港電燈2024年至2028年發展計劃和電費調整，2024年淨電費分別下調7.4%及16%。[386][387][388]
  - 明愛醫院發生一宗醫療事故，一名79歲眼科男病人，懷疑出現急性腸阻塞，早上出現血氧飽和度下降，病人於11時10分在醫護人員陪同下，由眼科病房轉送往深切治療部，期間病人血氧飽和度再次下降，醫護人員立即嘗試為病人加大氧氣供應量，但其血氧飽和度持續下降，期間醫護人員發現病人使用的氧氣樽，氣閥在運送期間未有開啟，一度有長達5分鐘無氧氣供應。病人在運抵深切治療部後獲安排合適的氧氣供應。醫護人員為病人插喉搶救，惟病人情況持續惡化，最終於中午12時50分離世。[389]
- 11月30日：
  - 城巴於西九龍車廠舉行全港首個加氫站和氫能巴士啟動儀式。[390]
  - 法國頂尖高級時裝品牌路易威登（LV）在尖沙咀星光大道舉行2024初秋男裝時裝秀，為LV的「天橋」歷來首度落戶香港。[391]

### 12月
- 12月3日：渣打藝趣嘉年華舉行壓軸巡遊，逾400名中、小學生在本地藝術家帶領下，於銅鑼灣鬧市巡遊穿梭、展示10座高達4米的巨型木偶。[392]
- 12月6日：
  - 評級機構穆迪將香港的主權債務評級展望由「穩定」下調至「負面」。[393]
  - 文化體育及旅遊局向香港立法會提交文件，建議將香港科學館改建為國家成就和發展專館，而香港科學館重置於香港文化博物館，而香港文化博物館現有館藏則與其他博物館整合。[394]
- 12月10日：香港區議會選舉舉行，是《港區國安法》實施後的首次區議會選舉，地方選區投票率為27.54%，是自1982年有區議會選舉以來最低。[395]由於電子選民登記冊系統在本次選舉期間再次出現故障，選舉管理委員會成立一個由香港警務處、政府資訊科技總監辦公室、選舉事務處資訊科技管理部及有經驗人士組成的專責小組調查事件。[396]
- 12月13日：
  - 香港中文大學副校長吳樹培被解僱。[397][398]
  - 警方拘捕4名許智峯和羅冠聰的Patreon訂閱者，4人被控《港區國安法》第21條「以金錢資助他人實施分裂國家罪」。[399]
- 12月16日：訪港的中國商飛C919客機在維港進行空中展示。[400]
- 12月17日：三隧分流分時段收費正式實施。[401]
- 12月18日：
  - 行政長官李家超前往北京中共中央總書記習近平述職，由國務院總理李強陪同習近平接見李家超，为1997年回歸以來首次由中共總書記接受述職聆聽。[402]。
  - 黎智英被控串謀勾結外國勢力一案開審。[403]
  - 民政及青年事務局公佈《區議員履職監察制度指引》，列出多項區議員的工作要求。[404][405]
- 12月20日：運輸及物流局發佈《海運及港口發展策略行動綱領》。[406]
- 12月21日：
  - 趙偉仁獲委任為香港中文大學醫學院院長，2024年2月1日履新。[407]
  - 一名男子在大帽山遠足期間疑因天氣嚴寒而無法繼續走動，遂報警求助，警方、消防和政府飛行服務隊到場搜索，但至22日清晨仍未有發現。[408]
- 12月23日：港鐵在部分港鐵站閘機提供感應式信用卡出入閘服務，相關閘機會以淺藍色標示，乘客只需使用VISA信用卡、扣賬卡或其他綁定VISA的裝置並放在閘機的信用卡感應部分，就能出入閘，但不適用於政府的公共交通費用補貼計劃。[409]
- 12月28日 : 短訊發放人登記制實施，獲認證電訊商名稱將以「＃」號開頭。 [410][411]
- 12月29日：
  - 已解散的學生組織「學生動源」前召集人鍾翰林違反懲教署的監管令，以前往日本旅遊為由前往英國尋求政治庇護，成為繼周庭後第二位繞過政府的監管下離港前往外國尋求庇護的異議人士。懲教署對此事件給予嚴厲譴責，並即時向他發出召回令及聯絡其他執法部門依法通緝。
  - 國泰航空表示，由於12月時值流感季節，機師因病缺勤多於預期，因此29日至元旦期間共有55個航班取消，主要是亞洲地區的航班。[412]
  - 旺角信和中心有漫畫店因接到警方調查而停售BL漫畫。漫畫店負責人指是一名未成年女學生購買相關漫畫後被校方發現，其後學校向警方報案，涉事書籍經淫審處評級後，屬第三類淫褻物品。有讀者認為禁售屬矯枉過正。警方表明會果斷執法。[413]

## 逝世

### 1月
- 1月3日：顧嘉煇（92歲），著名音樂家，於加拿大溫哥華病逝。[414]
- 1月4日：劉紹銘（89歲），著名學者、翻譯家、作家。[415]
- 1月11日：林樂培（96歲），被稱為「香港新音樂之父」。[416]
- 1月13日：郭利民（98歲），人稱「Uncle Ray」，前唱片騎師，為全球任職時間最長的電台節目主持。
- 1月24日：唯靈（87歲），資深食評家。[417]

### 2月
- 2月9日：劉偉德（Edward Lau，37歲），社運圈人稱「大嚿」，2014年雨傘運動期間為金鐘佔領區鐵馬組東防成員。[418]
- 2月21日：蔡天鳳（28歲），香港名媛，活躍於時裝界，遭殺害並被肢解。[419]
- 2月23日：李銘根（92歲），建築師，前建築署署長[420]。
- 2月24日：關勁松，香港樂隊「Adam Met Karl」（「AMK」前身）成員之一，著名樂評人。

### 3月
- 3月2日：麵咪媽（30歲），曾多次因為股市預測的事蹟見報的香港著名網民，因末期腦癌離世。[421]
- 3月14日：梁雪卿（63歲），葵芳閣業主立案法團司庫，被伍姓相熟男子在搶劫時用鐵筆毆斃

### 4月
- 4月9日：吳耀漢（83歲），香港男演員及商人，因心臟停止跳動於將軍澳醫院逝世。
- 4月13日：李棫基（Veronica Needa，66歲），中英劇團前成員，1991年將美國社區互動戲劇「一人一故事劇場」（Playback Theatre）引入香港。[422]
- 4月17日：冼為堅，美麗華酒店副主席、獨立非執行董事，新世界發展創辦人之一。[423]

### 5月
- 5月6日：鄺健行（86歲），香港文史學者，香港中文大學中國語言及文學系前教授、香港浸會大學榮譽教授。[424]
- 5月14日：蔡涯棉（64歲），資深地產界人士，曾創立置業國際和前特首梁振英房屋土地政策智囊、長遠房屋策略委員會成員、房委會委員等公職。[425]
- 5月18日：張學潤（59歲），香港形象指導及服裝造型設計師，於深圳燒炭自殺離世。[426]
- 5月19日：溫裕紅（54歲），香港女演員及主持人，因乳癌復發病逝。[427]
- 5月23日：嚴金鐘（84歲），香港在囚人士、2004年香港地鐵縱火案兇手，於赤柱監獄醫院床上被發現昏迷不醒，送院搶救後不治[428]。

### 6月
- 6月1日：周文耀（77歲），港交所前行政總裁。[429]
- 6月13日：黃永玉（98歲），中國畫家。[430]
- 6月14日：張英才（88歲），香港資深男演員及配音員，在老人院離世。[431]
- 6月24日：楊鐵樑（93歲），首位擔任香港首席大法官的華人。[432]
- 6月25日：鄺業生（64歲），前香港無綫電視劇集監製。[433]
- 6月：關景鴻（66歲），移民顧問及“景鴻集團”創辦人。[434]
- 7月5日：李玟（48歲），香港女歌手，於家中自殺，送院搶救後不治，逝世於瑪麗醫院。[435][436]
- 7月6日：許舒（James W. Hayes，92歲），前新界政務署署長，於澳洲悉尼離世。[437]
- 7月15日：袁天佑（71歲），牧師，曾任香港基督教循道衛理聯合教會會長，因癌症離世。[438]
- 7月27日：奧金寶（Eugenio "Nonoy" O'Campo，91歲），香港菲律賓裔資深作曲及編曲家。[439]

### 7月
- 7月31日：楊貫一（90歲），富臨飯店創辦人及總廚，因病離世。[440]

### 8月
- 8月6日：陳匡榮（52歲），香港著名樂隊LMF結他手兼Anodize鼓手，音樂人。[441]
- 8月17日：余袁穩（80餘歲），別名余穩，綽號「神仙」，香港資深武術指導及演員。著名角色包括2005年香港電影《黑社會》的龍根哥。[442]

### 9月
- 9月12日：甯國良（57歲），退休人士及遠足愛好者，懷疑於西貢黃竹山密林獨自遠足時失蹤，20天後證實身故，失蹤期間引發大批市民自發登山進行搜救行動。
- 9月16日：江偉（41歲），香港天文台高級科學主任，病逝。[443]
- 9月18日：田進福（65歲），曾獲得國際獎項的資深風景攝影師，疑前往大東山拍攝日落後暈倒，送院搶救後不治。[444]

### 10月
- 10月8日：何家慧（67歲），香港女演員及歌手，於加拿大溫哥華逝世。
- 10月9日：孟海（65歲），香港演員、導演及動作指導，1985憑電影《皇家師姐》榮獲第5屆香港電影金像獎最佳男配角。[445]
- 10月24日：鍾楚維（76歲），香港足球運動員，因肺癌復發病逝。[446]
- 10月30日：林皓霆（35歲），香港模特兒，情緒病輕生。[447]

### 11月
- 11月2日：
  - 韋偉（101歲），香港女演員。
  - 馮英騏（43歲），香港輪椅劍擊運動員。[448]
- 11月13日：盧傑（72歲），配音員。
- 11月20日：華學佳（85歲），香港終審法院非常任法官。[449]
- 11月29日：顧修全（73歲），心理學家。[450]

### 12月
- 12月2日：李廣林（86歲），明泰食品有限公司董事長及首席執行官、通泰行董事長。
- 12月11日：周海媚（57歲），香港女演員及主持，於北京因病醫治無效逝世。[451] 生前患有全身性紅斑狼瘡。[452][453]
- 12月12日：林超榮（61歲），香港司儀、主持、傳媒工作者、電視及電影編劇和創作人，因血癌病逝。[454]
- 12月15日：汤晓鸥（55岁），商汤科技前董事长兼首席执行官，香港中文大学信息工程系教授。[455]
- 12月26日：黎淑賢（46歲），香港女演員，燒炭自殺身亡[456]。
- 12月28日：
  - 陳泉（87歲），香港男演員，電視劇《香港82》至《香港86》順叔一角為人熟悉，於多倫多病逝。[457]
  - 羽佳（88歲），香港資深粵劇及電影演員。[458]

## 其他資訊

### 活動
受到2019冠狀病毒病疫情和政府逐步放寬防疫規定影響，政府和活動主辦單位宣布所有大型活動及非必要聚會得以恢復，當中取消了新春花車巡遊及賀歲煙花匯演。
- 香港渣打馬拉松 2023：2月12日
- 香港花卉展覽 2023：3月10日至19日
- 香港書展2023：7月19日至25日
- 香港動漫電玩節2023：7月28日至8月1日
- 香港美食博覽2023：8月17日至21日
- 香港國際七人欖球賽：3月31日至4月2日
- 香港美酒佳餚巡禮：2023年10月26日至29日 [459]
- 香港單車節：2023年10月22日
- 第11屆同樂運動會：2023年11月3日至11日

### 節慶
下列節慶，如無註明，均是香港的公眾假期，同時亦是法定假日（俗稱勞工假期）。有 # 號者，不是公眾假期或法定假日（除非與星期日或其它假期重疊）。
- 1月1日（星期日）：元旦
- 1月2日（星期一）：元旦翌日（補1月1日）
- 1月22日（星期日）：農曆年初一
- 1月23日（星期一）：農曆年初二
- 1月24日（星期二）：農曆年初三
- 1月25日（星期三）：農曆年初四（補1月22日）
- 4月4日（星期二）：兒童節 #
- 4月5日（星期三）：清明節
- 4月7日（星期五）：耶穌受難節（是公眾假期，但不是法定假日）
- 4月8日（星期六）：耶穌受難節翌日（是公眾假期，但不是法定假日）
- 4月10日（星期一）：復活節星期一（是公眾假期，但不是法定假日）
- 5月1日（星期一）：勞動節
- 5月26日（星期五）：佛誕
- 6月22日（星期四）：端午節
- 7月1日（星期六）：香港特別行政區成立紀念日
- 9月29日（星期五）：中秋節 #
- 9月30日（星期六）：中秋節翌日
- 10月1日（星期日）：中華人民共和國國慶日
- 10月2日（星期一）：中華人民共和國國慶日翌日（補10月1日）
- 10月23日（星期一）：重陽節
- 10月31日（星期二）：萬聖夜 #
- 12月22日（星期五）：冬至（是法定假日，但不是公眾假期，根據法定假日放假的機構，或會聖誕節放假，冬至不放假。部份機構或會提早下班）
- 12月24日（星期日）：平安夜#（不是公眾假期或法定假日，但部份機構或會提早下班或放假一天）
- 12月25日（星期一）：聖誕節（根據法定假日放假的機構，或會冬至放假，聖誕節不放假）
- 12月26日（星期二）：聖誕節後第一個周日（是公眾假期，但不是法定假日）
- 12月31日（星期日）：公曆除夕# （不是公眾假期或法定假日，但部份機構或會提早下班或放假一天）

### 獎項

#### 萬千星輝頒獎典禮2022
| 榮譽               | 得獎人物                                      | 得獎節目／劇集                                                      |
| ------------------ | --------------------------------------------- | ------------------------------------------------------------------- |
| 最佳劇集           | 不適用                                        | 《下流上車族》                                                      |
| 最佳男主角         | 陳山聰                                        | 《金宵大廈2》                                                       |
| 最佳女主角         | 江美儀                                        | 《下流上車族》                                                      |
| 最受歡迎電視男角色 | 周嘉洛                                        | 《痞子殿下》                                                        |
| 最受歡迎電視女角色 | 樊亦敏                                        | 《愛·回家之開心速遞》                                               |
| 最佳男配角         | 鄧智堅                                        | 《下流上車族》                                                      |
| 最佳女配角         | 蔣家旻                                        | 《美麗戰場》                                                        |
| 飛躍進步男藝員     | 吳偉豪                                        | - 《愛·回家之開心速遞》 - 《回歸》                                  |
| 飛躍進步女藝員     | 郭柏妍                                        | - 《青春不要臉》 - 《雙生陌生人》 - 《白色強人II》 - 《下流上車族》 |
| 最佳綜藝節目       | 不適用                                        | 《開心無敵獎門人》                                                  |
| 最佳資訊及專題節目 | 不適用                                        | 《萬千星輝賀台慶》                                                  |
| 最佳年度及特備節目 | 不適用                                        | 《尋人記II》                                                        |
| 最佳男主持         | 方東昇                                        | 《尋人記II》                                                        |
| 最佳女主持         | 陳貝兒                                        | 《無窮之路II - 無價之保》                                           |
| 最受歡迎電視拍檔   | - 周嘉洛 - 陳 瀅 - JW王灝兒 - 朱敏瀚 - 張頴康 | 《痞子殿下》                                                        |
| 最受歡迎電視歌曲   | JW王灝兒                                      | Wish                                                                |
| 萬千光輝演藝大獎   | 曾勵珍                                        | 不適用                                                              |

#### 叱咤樂壇流行榜頒獎典禮2022
- 叱咤樂壇男歌手金獎：林家謙
- 叱咤樂壇女歌手金獎：鄭欣宜
- 叱咤樂壇組合金獎：MIRROR
- 叱咤樂壇至尊歌曲大獎：《邊一個發明了ENCORE》林家謙
- 叱咤樂壇至尊唱片大獎：《MEMENTO》 林家謙
- 叱咤樂壇我最喜愛的男歌手：盧瀚霆
- 叱咤樂壇我最喜愛的女歌手：鄭欣宜
- 叱咤樂壇我最喜愛的組合：MIRROR
- 叱咤樂壇我最喜愛的歌曲：《作品的說話》姜濤

#### 第41屆香港電影金像獎
| 榮譽             | 得獎人物                                                         | 得獎電影           |
| ---------------- | ---------------------------------------------------------------- | ------------------ |
| 最佳電影         | 不適用                                                           | 《給十九歲的我》   |
| 最佳導演         | 韋家輝                                                           | 《神探大戰》       |
| 最佳編劇         | 韋家輝、陳偉斌、麥天樞                                           | 《神探大戰》       |
| 最佳男主角       | 劉青雲                                                           | 《神探大戰》       |
| 最佳女主角       | 鄭秀文                                                           | 《流水落花》       |
| 最佳男配角       | 許冠文                                                           | 《風再起時》       |
| 最佳女配角       | 王菀之                                                           | 《飯戲攻心》       |
| 最佳新演員       | 林諾                                                             | 《白日青春》       |
| 最佳攝影         | 鄭兆強                                                           | 《神探大戰》       |
| 最佳剪接         | 李謙明、張釗、石繕滎                                             | 《正義迴廊》       |
| 最佳美術指導     | 雷楚雄、黃敏軒                                                   | 《風再起時》       |
| 最佳服裝造型設計 | 吳里璐、郭淑敏                                                   | 《風再起時》       |
| 最佳動作設計     | 黃偉亮                                                           | 《明日戰記》       |
| 最佳音響效果     | Nopawat Likitwong、游國樑、Sarunyu Nurnsai、Dhanarat Dhitirojana | 《明日戰記》       |
| 最佳視覺效果     | 鄒志盛、梁偉傑、郭泰、羅慧媚                                     | 《明日戰記》       |
| 最佳原創電影音樂 | 黃衍仁                                                           | 《窄路微塵》       |
| 最佳原創電影歌曲 | 我這樣活了一天 作曲：永夏 填詞：林若寧 主唱：鄭秀文              | 《流水落花》       |
| 新晉導演         | 何爵天                                                           | 《正義迴廊》       |
| 最佳亞洲華語電影 | 不適用                                                           | 《海的盡頭是草原》 |
| 專業精神獎       | 羅卡 石琪                                                        | 不適用             |
| 終身成就獎       | 胡楓                                                             | 不適用             |